# Шаховий калейдоскоп (книга)
«Ша́ховий калейдоско́п» — науково-популярна книга дванадцятого чемпіона світу з шахів Анатолія Карпова та шахового літератора і майстра спорту СРСР Євгенія Гіка, опублікована 1982 року. Книга входить до серії видань фізико-математичної тематики «Бібліотечка „Квант“», будучи однією з чотирьох книг серії на шахову тему. Видання складається з трьох незалежних одна від одної частин. У першій — «Одинадцять шахових сторінок» — автори розповідають про різноманітні аспекти шахового мистецтва, про матчі на першість світу, етюди, шахові головоломки, комбінації тощо. Друга частина присвячена грі комп'ютерів у шахи. Остання, третя частина, описує п'ятнадцять відомих партій Анатолія Карпова з особистими коментарями чемпіона.
Переклад українською здійснив Євген Чорний для видавничого об'єднання «Вища школа». Друком переклад вийшов 1983 року — через рік після оригінальної публікації.

## Скахографічні задачі на форзаці
На форзаці книги розміщено п'ять скафографічних задач — шахових задач, при яких фігури на шахівниці розміщені у вигляді букв  К, В, А, Н, Т.
|   | a | b | c | d | e | f | g | h |   |
| 8 | c8 чорна тура · g8 чорний кінь · c7 чорний ферзь · f7 чорний пішак · h7 чорний слон · c6 чорний кінь · f6 чорний пішак · c5 чорний слон · d5 чорний король · e5 чорна тура · c4 білий кінь · d4 білий пішак · e4 білий кінь · c3 білий король · f3 білий слон · c2 білий пішак · f2 білий пішак · h2 білий ферзь · b1 біла тура · d1 біла тура · g1 білий слон | c8 чорна тура · g8 чорний кінь · c7 чорний ферзь · f7 чорний пішак · h7 чорний слон · c6 чорний кінь · f6 чорний пішак · c5 чорний слон · d5 чорний король · e5 чорна тура · c4 білий кінь · d4 білий пішак · e4 білий кінь · c3 білий король · f3 білий слон · c2 білий пішак · f2 білий пішак · h2 білий ферзь · b1 біла тура · d1 біла тура · g1 білий слон | c8 чорна тура · g8 чорний кінь · c7 чорний ферзь · f7 чорний пішак · h7 чорний слон · c6 чорний кінь · f6 чорний пішак · c5 чорний слон · d5 чорний король · e5 чорна тура · c4 білий кінь · d4 білий пішак · e4 білий кінь · c3 білий король · f3 білий слон · c2 білий пішак · f2 білий пішак · h2 білий ферзь · b1 біла тура · d1 біла тура · g1 білий слон | c8 чорна тура · g8 чорний кінь · c7 чорний ферзь · f7 чорний пішак · h7 чорний слон · c6 чорний кінь · f6 чорний пішак · c5 чорний слон · d5 чорний король · e5 чорна тура · c4 білий кінь · d4 білий пішак · e4 білий кінь · c3 білий король · f3 білий слон · c2 білий пішак · f2 білий пішак · h2 білий ферзь · b1 біла тура · d1 біла тура · g1 білий слон | c8 чорна тура · g8 чорний кінь · c7 чорний ферзь · f7 чорний пішак · h7 чорний слон · c6 чорний кінь · f6 чорний пішак · c5 чорний слон · d5 чорний король · e5 чорна тура · c4 білий кінь · d4 білий пішак · e4 білий кінь · c3 білий король · f3 білий слон · c2 білий пішак · f2 білий пішак · h2 білий ферзь · b1 біла тура · d1 біла тура · g1 білий слон | c8 чорна тура · g8 чорний кінь · c7 чорний ферзь · f7 чорний пішак · h7 чорний слон · c6 чорний кінь · f6 чорний пішак · c5 чорний слон · d5 чорний король · e5 чорна тура · c4 білий кінь · d4 білий пішак · e4 білий кінь · c3 білий король · f3 білий слон · c2 білий пішак · f2 білий пішак · h2 білий ферзь · b1 біла тура · d1 біла тура · g1 білий слон | c8 чорна тура · g8 чорний кінь · c7 чорний ферзь · f7 чорний пішак · h7 чорний слон · c6 чорний кінь · f6 чорний пішак · c5 чорний слон · d5 чорний король · e5 чорна тура · c4 білий кінь · d4 білий пішак · e4 білий кінь · c3 білий король · f3 білий слон · c2 білий пішак · f2 білий пішак · h2 білий ферзь · b1 біла тура · d1 біла тура · g1 білий слон | c8 чорна тура · g8 чорний кінь · c7 чорний ферзь · f7 чорний пішак · h7 чорний слон · c6 чорний кінь · f6 чорний пішак · c5 чорний слон · d5 чорний король · e5 чорна тура · c4 білий кінь · d4 білий пішак · e4 білий кінь · c3 білий король · f3 білий слон · c2 білий пішак · f2 білий пішак · h2 білий ферзь · b1 біла тура · d1 біла тура · g1 білий слон | 8 |
| 7 | c8 чорна тура · g8 чорний кінь · c7 чорний ферзь · f7 чорний пішак · h7 чорний слон · c6 чорний кінь · f6 чорний пішак · c5 чорний слон · d5 чорний король · e5 чорна тура · c4 білий кінь · d4 білий пішак · e4 білий кінь · c3 білий король · f3 білий слон · c2 білий пішак · f2 білий пішак · h2 білий ферзь · b1 біла тура · d1 біла тура · g1 білий слон | c8 чорна тура · g8 чорний кінь · c7 чорний ферзь · f7 чорний пішак · h7 чорний слон · c6 чорний кінь · f6 чорний пішак · c5 чорний слон · d5 чорний король · e5 чорна тура · c4 білий кінь · d4 білий пішак · e4 білий кінь · c3 білий король · f3 білий слон · c2 білий пішак · f2 білий пішак · h2 білий ферзь · b1 біла тура · d1 біла тура · g1 білий слон | c8 чорна тура · g8 чорний кінь · c7 чорний ферзь · f7 чорний пішак · h7 чорний слон · c6 чорний кінь · f6 чорний пішак · c5 чорний слон · d5 чорний король · e5 чорна тура · c4 білий кінь · d4 білий пішак · e4 білий кінь · c3 білий король · f3 білий слон · c2 білий пішак · f2 білий пішак · h2 білий ферзь · b1 біла тура · d1 біла тура · g1 білий слон | c8 чорна тура · g8 чорний кінь · c7 чорний ферзь · f7 чорний пішак · h7 чорний слон · c6 чорний кінь · f6 чорний пішак · c5 чорний слон · d5 чорний король · e5 чорна тура · c4 білий кінь · d4 білий пішак · e4 білий кінь · c3 білий король · f3 білий слон · c2 білий пішак · f2 білий пішак · h2 білий ферзь · b1 біла тура · d1 біла тура · g1 білий слон | c8 чорна тура · g8 чорний кінь · c7 чорний ферзь · f7 чорний пішак · h7 чорний слон · c6 чорний кінь · f6 чорний пішак · c5 чорний слон · d5 чорний король · e5 чорна тура · c4 білий кінь · d4 білий пішак · e4 білий кінь · c3 білий король · f3 білий слон · c2 білий пішак · f2 білий пішак · h2 білий ферзь · b1 біла тура · d1 біла тура · g1 білий слон | c8 чорна тура · g8 чорний кінь · c7 чорний ферзь · f7 чорний пішак · h7 чорний слон · c6 чорний кінь · f6 чорний пішак · c5 чорний слон · d5 чорний король · e5 чорна тура · c4 білий кінь · d4 білий пішак · e4 білий кінь · c3 білий король · f3 білий слон · c2 білий пішак · f2 білий пішак · h2 білий ферзь · b1 біла тура · d1 біла тура · g1 білий слон | c8 чорна тура · g8 чорний кінь · c7 чорний ферзь · f7 чорний пішак · h7 чорний слон · c6 чорний кінь · f6 чорний пішак · c5 чорний слон · d5 чорний король · e5 чорна тура · c4 білий кінь · d4 білий пішак · e4 білий кінь · c3 білий король · f3 білий слон · c2 білий пішак · f2 білий пішак · h2 білий ферзь · b1 біла тура · d1 біла тура · g1 білий слон | c8 чорна тура · g8 чорний кінь · c7 чорний ферзь · f7 чорний пішак · h7 чорний слон · c6 чорний кінь · f6 чорний пішак · c5 чорний слон · d5 чорний король · e5 чорна тура · c4 білий кінь · d4 білий пішак · e4 білий кінь · c3 білий король · f3 білий слон · c2 білий пішак · f2 білий пішак · h2 білий ферзь · b1 біла тура · d1 біла тура · g1 білий слон | 7 |
| 6 | c8 чорна тура · g8 чорний кінь · c7 чорний ферзь · f7 чорний пішак · h7 чорний слон · c6 чорний кінь · f6 чорний пішак · c5 чорний слон · d5 чорний король · e5 чорна тура · c4 білий кінь · d4 білий пішак · e4 білий кінь · c3 білий король · f3 білий слон · c2 білий пішак · f2 білий пішак · h2 білий ферзь · b1 біла тура · d1 біла тура · g1 білий слон | c8 чорна тура · g8 чорний кінь · c7 чорний ферзь · f7 чорний пішак · h7 чорний слон · c6 чорний кінь · f6 чорний пішак · c5 чорний слон · d5 чорний король · e5 чорна тура · c4 білий кінь · d4 білий пішак · e4 білий кінь · c3 білий король · f3 білий слон · c2 білий пішак · f2 білий пішак · h2 білий ферзь · b1 біла тура · d1 біла тура · g1 білий слон | c8 чорна тура · g8 чорний кінь · c7 чорний ферзь · f7 чорний пішак · h7 чорний слон · c6 чорний кінь · f6 чорний пішак · c5 чорний слон · d5 чорний король · e5 чорна тура · c4 білий кінь · d4 білий пішак · e4 білий кінь · c3 білий король · f3 білий слон · c2 білий пішак · f2 білий пішак · h2 білий ферзь · b1 біла тура · d1 біла тура · g1 білий слон | c8 чорна тура · g8 чорний кінь · c7 чорний ферзь · f7 чорний пішак · h7 чорний слон · c6 чорний кінь · f6 чорний пішак · c5 чорний слон · d5 чорний король · e5 чорна тура · c4 білий кінь · d4 білий пішак · e4 білий кінь · c3 білий король · f3 білий слон · c2 білий пішак · f2 білий пішак · h2 білий ферзь · b1 біла тура · d1 біла тура · g1 білий слон | c8 чорна тура · g8 чорний кінь · c7 чорний ферзь · f7 чорний пішак · h7 чорний слон · c6 чорний кінь · f6 чорний пішак · c5 чорний слон · d5 чорний король · e5 чорна тура · c4 білий кінь · d4 білий пішак · e4 білий кінь · c3 білий король · f3 білий слон · c2 білий пішак · f2 білий пішак · h2 білий ферзь · b1 біла тура · d1 біла тура · g1 білий слон | c8 чорна тура · g8 чорний кінь · c7 чорний ферзь · f7 чорний пішак · h7 чорний слон · c6 чорний кінь · f6 чорний пішак · c5 чорний слон · d5 чорний король · e5 чорна тура · c4 білий кінь · d4 білий пішак · e4 білий кінь · c3 білий король · f3 білий слон · c2 білий пішак · f2 білий пішак · h2 білий ферзь · b1 біла тура · d1 біла тура · g1 білий слон | c8 чорна тура · g8 чорний кінь · c7 чорний ферзь · f7 чорний пішак · h7 чорний слон · c6 чорний кінь · f6 чорний пішак · c5 чорний слон · d5 чорний король · e5 чорна тура · c4 білий кінь · d4 білий пішак · e4 білий кінь · c3 білий король · f3 білий слон · c2 білий пішак · f2 білий пішак · h2 білий ферзь · b1 біла тура · d1 біла тура · g1 білий слон | c8 чорна тура · g8 чорний кінь · c7 чорний ферзь · f7 чорний пішак · h7 чорний слон · c6 чорний кінь · f6 чорний пішак · c5 чорний слон · d5 чорний король · e5 чорна тура · c4 білий кінь · d4 білий пішак · e4 білий кінь · c3 білий король · f3 білий слон · c2 білий пішак · f2 білий пішак · h2 білий ферзь · b1 біла тура · d1 біла тура · g1 білий слон | 6 |
| 5 | c8 чорна тура · g8 чорний кінь · c7 чорний ферзь · f7 чорний пішак · h7 чорний слон · c6 чорний кінь · f6 чорний пішак · c5 чорний слон · d5 чорний король · e5 чорна тура · c4 білий кінь · d4 білий пішак · e4 білий кінь · c3 білий король · f3 білий слон · c2 білий пішак · f2 білий пішак · h2 білий ферзь · b1 біла тура · d1 біла тура · g1 білий слон | c8 чорна тура · g8 чорний кінь · c7 чорний ферзь · f7 чорний пішак · h7 чорний слон · c6 чорний кінь · f6 чорний пішак · c5 чорний слон · d5 чорний король · e5 чорна тура · c4 білий кінь · d4 білий пішак · e4 білий кінь · c3 білий король · f3 білий слон · c2 білий пішак · f2 білий пішак · h2 білий ферзь · b1 біла тура · d1 біла тура · g1 білий слон | c8 чорна тура · g8 чорний кінь · c7 чорний ферзь · f7 чорний пішак · h7 чорний слон · c6 чорний кінь · f6 чорний пішак · c5 чорний слон · d5 чорний король · e5 чорна тура · c4 білий кінь · d4 білий пішак · e4 білий кінь · c3 білий король · f3 білий слон · c2 білий пішак · f2 білий пішак · h2 білий ферзь · b1 біла тура · d1 біла тура · g1 білий слон | c8 чорна тура · g8 чорний кінь · c7 чорний ферзь · f7 чорний пішак · h7 чорний слон · c6 чорний кінь · f6 чорний пішак · c5 чорний слон · d5 чорний король · e5 чорна тура · c4 білий кінь · d4 білий пішак · e4 білий кінь · c3 білий король · f3 білий слон · c2 білий пішак · f2 білий пішак · h2 білий ферзь · b1 біла тура · d1 біла тура · g1 білий слон | c8 чорна тура · g8 чорний кінь · c7 чорний ферзь · f7 чорний пішак · h7 чорний слон · c6 чорний кінь · f6 чорний пішак · c5 чорний слон · d5 чорний король · e5 чорна тура · c4 білий кінь · d4 білий пішак · e4 білий кінь · c3 білий король · f3 білий слон · c2 білий пішак · f2 білий пішак · h2 білий ферзь · b1 біла тура · d1 біла тура · g1 білий слон | c8 чорна тура · g8 чорний кінь · c7 чорний ферзь · f7 чорний пішак · h7 чорний слон · c6 чорний кінь · f6 чорний пішак · c5 чорний слон · d5 чорний король · e5 чорна тура · c4 білий кінь · d4 білий пішак · e4 білий кінь · c3 білий король · f3 білий слон · c2 білий пішак · f2 білий пішак · h2 білий ферзь · b1 біла тура · d1 біла тура · g1 білий слон | c8 чорна тура · g8 чорний кінь · c7 чорний ферзь · f7 чорний пішак · h7 чорний слон · c6 чорний кінь · f6 чорний пішак · c5 чорний слон · d5 чорний король · e5 чорна тура · c4 білий кінь · d4 білий пішак · e4 білий кінь · c3 білий король · f3 білий слон · c2 білий пішак · f2 білий пішак · h2 білий ферзь · b1 біла тура · d1 біла тура · g1 білий слон | c8 чорна тура · g8 чорний кінь · c7 чорний ферзь · f7 чорний пішак · h7 чорний слон · c6 чорний кінь · f6 чорний пішак · c5 чорний слон · d5 чорний король · e5 чорна тура · c4 білий кінь · d4 білий пішак · e4 білий кінь · c3 білий король · f3 білий слон · c2 білий пішак · f2 білий пішак · h2 білий ферзь · b1 біла тура · d1 біла тура · g1 білий слон | 5 |
| 4 | c8 чорна тура · g8 чорний кінь · c7 чорний ферзь · f7 чорний пішак · h7 чорний слон · c6 чорний кінь · f6 чорний пішак · c5 чорний слон · d5 чорний король · e5 чорна тура · c4 білий кінь · d4 білий пішак · e4 білий кінь · c3 білий король · f3 білий слон · c2 білий пішак · f2 білий пішак · h2 білий ферзь · b1 біла тура · d1 біла тура · g1 білий слон | c8 чорна тура · g8 чорний кінь · c7 чорний ферзь · f7 чорний пішак · h7 чорний слон · c6 чорний кінь · f6 чорний пішак · c5 чорний слон · d5 чорний король · e5 чорна тура · c4 білий кінь · d4 білий пішак · e4 білий кінь · c3 білий король · f3 білий слон · c2 білий пішак · f2 білий пішак · h2 білий ферзь · b1 біла тура · d1 біла тура · g1 білий слон | c8 чорна тура · g8 чорний кінь · c7 чорний ферзь · f7 чорний пішак · h7 чорний слон · c6 чорний кінь · f6 чорний пішак · c5 чорний слон · d5 чорний король · e5 чорна тура · c4 білий кінь · d4 білий пішак · e4 білий кінь · c3 білий король · f3 білий слон · c2 білий пішак · f2 білий пішак · h2 білий ферзь · b1 біла тура · d1 біла тура · g1 білий слон | c8 чорна тура · g8 чорний кінь · c7 чорний ферзь · f7 чорний пішак · h7 чорний слон · c6 чорний кінь · f6 чорний пішак · c5 чорний слон · d5 чорний король · e5 чорна тура · c4 білий кінь · d4 білий пішак · e4 білий кінь · c3 білий король · f3 білий слон · c2 білий пішак · f2 білий пішак · h2 білий ферзь · b1 біла тура · d1 біла тура · g1 білий слон | c8 чорна тура · g8 чорний кінь · c7 чорний ферзь · f7 чорний пішак · h7 чорний слон · c6 чорний кінь · f6 чорний пішак · c5 чорний слон · d5 чорний король · e5 чорна тура · c4 білий кінь · d4 білий пішак · e4 білий кінь · c3 білий король · f3 білий слон · c2 білий пішак · f2 білий пішак · h2 білий ферзь · b1 біла тура · d1 біла тура · g1 білий слон | c8 чорна тура · g8 чорний кінь · c7 чорний ферзь · f7 чорний пішак · h7 чорний слон · c6 чорний кінь · f6 чорний пішак · c5 чорний слон · d5 чорний король · e5 чорна тура · c4 білий кінь · d4 білий пішак · e4 білий кінь · c3 білий король · f3 білий слон · c2 білий пішак · f2 білий пішак · h2 білий ферзь · b1 біла тура · d1 біла тура · g1 білий слон | c8 чорна тура · g8 чорний кінь · c7 чорний ферзь · f7 чорний пішак · h7 чорний слон · c6 чорний кінь · f6 чорний пішак · c5 чорний слон · d5 чорний король · e5 чорна тура · c4 білий кінь · d4 білий пішак · e4 білий кінь · c3 білий король · f3 білий слон · c2 білий пішак · f2 білий пішак · h2 білий ферзь · b1 біла тура · d1 біла тура · g1 білий слон | c8 чорна тура · g8 чорний кінь · c7 чорний ферзь · f7 чорний пішак · h7 чорний слон · c6 чорний кінь · f6 чорний пішак · c5 чорний слон · d5 чорний король · e5 чорна тура · c4 білий кінь · d4 білий пішак · e4 білий кінь · c3 білий король · f3 білий слон · c2 білий пішак · f2 білий пішак · h2 білий ферзь · b1 біла тура · d1 біла тура · g1 білий слон | 4 |
| 3 | c8 чорна тура · g8 чорний кінь · c7 чорний ферзь · f7 чорний пішак · h7 чорний слон · c6 чорний кінь · f6 чорний пішак · c5 чорний слон · d5 чорний король · e5 чорна тура · c4 білий кінь · d4 білий пішак · e4 білий кінь · c3 білий король · f3 білий слон · c2 білий пішак · f2 білий пішак · h2 білий ферзь · b1 біла тура · d1 біла тура · g1 білий слон | c8 чорна тура · g8 чорний кінь · c7 чорний ферзь · f7 чорний пішак · h7 чорний слон · c6 чорний кінь · f6 чорний пішак · c5 чорний слон · d5 чорний король · e5 чорна тура · c4 білий кінь · d4 білий пішак · e4 білий кінь · c3 білий король · f3 білий слон · c2 білий пішак · f2 білий пішак · h2 білий ферзь · b1 біла тура · d1 біла тура · g1 білий слон | c8 чорна тура · g8 чорний кінь · c7 чорний ферзь · f7 чорний пішак · h7 чорний слон · c6 чорний кінь · f6 чорний пішак · c5 чорний слон · d5 чорний король · e5 чорна тура · c4 білий кінь · d4 білий пішак · e4 білий кінь · c3 білий король · f3 білий слон · c2 білий пішак · f2 білий пішак · h2 білий ферзь · b1 біла тура · d1 біла тура · g1 білий слон | c8 чорна тура · g8 чорний кінь · c7 чорний ферзь · f7 чорний пішак · h7 чорний слон · c6 чорний кінь · f6 чорний пішак · c5 чорний слон · d5 чорний король · e5 чорна тура · c4 білий кінь · d4 білий пішак · e4 білий кінь · c3 білий король · f3 білий слон · c2 білий пішак · f2 білий пішак · h2 білий ферзь · b1 біла тура · d1 біла тура · g1 білий слон | c8 чорна тура · g8 чорний кінь · c7 чорний ферзь · f7 чорний пішак · h7 чорний слон · c6 чорний кінь · f6 чорний пішак · c5 чорний слон · d5 чорний король · e5 чорна тура · c4 білий кінь · d4 білий пішак · e4 білий кінь · c3 білий король · f3 білий слон · c2 білий пішак · f2 білий пішак · h2 білий ферзь · b1 біла тура · d1 біла тура · g1 білий слон | c8 чорна тура · g8 чорний кінь · c7 чорний ферзь · f7 чорний пішак · h7 чорний слон · c6 чорний кінь · f6 чорний пішак · c5 чорний слон · d5 чорний король · e5 чорна тура · c4 білий кінь · d4 білий пішак · e4 білий кінь · c3 білий король · f3 білий слон · c2 білий пішак · f2 білий пішак · h2 білий ферзь · b1 біла тура · d1 біла тура · g1 білий слон | c8 чорна тура · g8 чорний кінь · c7 чорний ферзь · f7 чорний пішак · h7 чорний слон · c6 чорний кінь · f6 чорний пішак · c5 чорний слон · d5 чорний король · e5 чорна тура · c4 білий кінь · d4 білий пішак · e4 білий кінь · c3 білий король · f3 білий слон · c2 білий пішак · f2 білий пішак · h2 білий ферзь · b1 біла тура · d1 біла тура · g1 білий слон | c8 чорна тура · g8 чорний кінь · c7 чорний ферзь · f7 чорний пішак · h7 чорний слон · c6 чорний кінь · f6 чорний пішак · c5 чорний слон · d5 чорний король · e5 чорна тура · c4 білий кінь · d4 білий пішак · e4 білий кінь · c3 білий король · f3 білий слон · c2 білий пішак · f2 білий пішак · h2 білий ферзь · b1 біла тура · d1 біла тура · g1 білий слон | 3 |
| 2 | c8 чорна тура · g8 чорний кінь · c7 чорний ферзь · f7 чорний пішак · h7 чорний слон · c6 чорний кінь · f6 чорний пішак · c5 чорний слон · d5 чорний король · e5 чорна тура · c4 білий кінь · d4 білий пішак · e4 білий кінь · c3 білий король · f3 білий слон · c2 білий пішак · f2 білий пішак · h2 білий ферзь · b1 біла тура · d1 біла тура · g1 білий слон | c8 чорна тура · g8 чорний кінь · c7 чорний ферзь · f7 чорний пішак · h7 чорний слон · c6 чорний кінь · f6 чорний пішак · c5 чорний слон · d5 чорний король · e5 чорна тура · c4 білий кінь · d4 білий пішак · e4 білий кінь · c3 білий король · f3 білий слон · c2 білий пішак · f2 білий пішак · h2 білий ферзь · b1 біла тура · d1 біла тура · g1 білий слон | c8 чорна тура · g8 чорний кінь · c7 чорний ферзь · f7 чорний пішак · h7 чорний слон · c6 чорний кінь · f6 чорний пішак · c5 чорний слон · d5 чорний король · e5 чорна тура · c4 білий кінь · d4 білий пішак · e4 білий кінь · c3 білий король · f3 білий слон · c2 білий пішак · f2 білий пішак · h2 білий ферзь · b1 біла тура · d1 біла тура · g1 білий слон | c8 чорна тура · g8 чорний кінь · c7 чорний ферзь · f7 чорний пішак · h7 чорний слон · c6 чорний кінь · f6 чорний пішак · c5 чорний слон · d5 чорний король · e5 чорна тура · c4 білий кінь · d4 білий пішак · e4 білий кінь · c3 білий король · f3 білий слон · c2 білий пішак · f2 білий пішак · h2 білий ферзь · b1 біла тура · d1 біла тура · g1 білий слон | c8 чорна тура · g8 чорний кінь · c7 чорний ферзь · f7 чорний пішак · h7 чорний слон · c6 чорний кінь · f6 чорний пішак · c5 чорний слон · d5 чорний король · e5 чорна тура · c4 білий кінь · d4 білий пішак · e4 білий кінь · c3 білий король · f3 білий слон · c2 білий пішак · f2 білий пішак · h2 білий ферзь · b1 біла тура · d1 біла тура · g1 білий слон | c8 чорна тура · g8 чорний кінь · c7 чорний ферзь · f7 чорний пішак · h7 чорний слон · c6 чорний кінь · f6 чорний пішак · c5 чорний слон · d5 чорний король · e5 чорна тура · c4 білий кінь · d4 білий пішак · e4 білий кінь · c3 білий король · f3 білий слон · c2 білий пішак · f2 білий пішак · h2 білий ферзь · b1 біла тура · d1 біла тура · g1 білий слон | c8 чорна тура · g8 чорний кінь · c7 чорний ферзь · f7 чорний пішак · h7 чорний слон · c6 чорний кінь · f6 чорний пішак · c5 чорний слон · d5 чорний король · e5 чорна тура · c4 білий кінь · d4 білий пішак · e4 білий кінь · c3 білий король · f3 білий слон · c2 білий пішак · f2 білий пішак · h2 білий ферзь · b1 біла тура · d1 біла тура · g1 білий слон | c8 чорна тура · g8 чорний кінь · c7 чорний ферзь · f7 чорний пішак · h7 чорний слон · c6 чорний кінь · f6 чорний пішак · c5 чорний слон · d5 чорний король · e5 чорна тура · c4 білий кінь · d4 білий пішак · e4 білий кінь · c3 білий король · f3 білий слон · c2 білий пішак · f2 білий пішак · h2 білий ферзь · b1 біла тура · d1 біла тура · g1 білий слон | 2 |
| 1 | c8 чорна тура · g8 чорний кінь · c7 чорний ферзь · f7 чорний пішак · h7 чорний слон · c6 чорний кінь · f6 чорний пішак · c5 чорний слон · d5 чорний король · e5 чорна тура · c4 білий кінь · d4 білий пішак · e4 білий кінь · c3 білий король · f3 білий слон · c2 білий пішак · f2 білий пішак · h2 білий ферзь · b1 біла тура · d1 біла тура · g1 білий слон | c8 чорна тура · g8 чорний кінь · c7 чорний ферзь · f7 чорний пішак · h7 чорний слон · c6 чорний кінь · f6 чорний пішак · c5 чорний слон · d5 чорний король · e5 чорна тура · c4 білий кінь · d4 білий пішак · e4 білий кінь · c3 білий король · f3 білий слон · c2 білий пішак · f2 білий пішак · h2 білий ферзь · b1 біла тура · d1 біла тура · g1 білий слон | c8 чорна тура · g8 чорний кінь · c7 чорний ферзь · f7 чорний пішак · h7 чорний слон · c6 чорний кінь · f6 чорний пішак · c5 чорний слон · d5 чорний король · e5 чорна тура · c4 білий кінь · d4 білий пішак · e4 білий кінь · c3 білий король · f3 білий слон · c2 білий пішак · f2 білий пішак · h2 білий ферзь · b1 біла тура · d1 біла тура · g1 білий слон | c8 чорна тура · g8 чорний кінь · c7 чорний ферзь · f7 чорний пішак · h7 чорний слон · c6 чорний кінь · f6 чорний пішак · c5 чорний слон · d5 чорний король · e5 чорна тура · c4 білий кінь · d4 білий пішак · e4 білий кінь · c3 білий король · f3 білий слон · c2 білий пішак · f2 білий пішак · h2 білий ферзь · b1 біла тура · d1 біла тура · g1 білий слон | c8 чорна тура · g8 чорний кінь · c7 чорний ферзь · f7 чорний пішак · h7 чорний слон · c6 чорний кінь · f6 чорний пішак · c5 чорний слон · d5 чорний король · e5 чорна тура · c4 білий кінь · d4 білий пішак · e4 білий кінь · c3 білий король · f3 білий слон · c2 білий пішак · f2 білий пішак · h2 білий ферзь · b1 біла тура · d1 біла тура · g1 білий слон | c8 чорна тура · g8 чорний кінь · c7 чорний ферзь · f7 чорний пішак · h7 чорний слон · c6 чорний кінь · f6 чорний пішак · c5 чорний слон · d5 чорний король · e5 чорна тура · c4 білий кінь · d4 білий пішак · e4 білий кінь · c3 білий король · f3 білий слон · c2 білий пішак · f2 білий пішак · h2 білий ферзь · b1 біла тура · d1 біла тура · g1 білий слон | c8 чорна тура · g8 чорний кінь · c7 чорний ферзь · f7 чорний пішак · h7 чорний слон · c6 чорний кінь · f6 чорний пішак · c5 чорний слон · d5 чорний король · e5 чорна тура · c4 білий кінь · d4 білий пішак · e4 білий кінь · c3 білий король · f3 білий слон · c2 білий пішак · f2 білий пішак · h2 білий ферзь · b1 біла тура · d1 біла тура · g1 білий слон | c8 чорна тура · g8 чорний кінь · c7 чорний ферзь · f7 чорний пішак · h7 чорний слон · c6 чорний кінь · f6 чорний пішак · c5 чорний слон · d5 чорний король · e5 чорна тура · c4 білий кінь · d4 білий пішак · e4 білий кінь · c3 білий король · f3 білий слон · c2 білий пішак · f2 білий пішак · h2 білий ферзь · b1 біла тура · d1 біла тура · g1 білий слон | 1 |
|   | a | b | c | d | e | f | g | h |   |

|   | a | b | c | d | e | f | g | h |   |
| 8 | b7 чорний пішак · c7 чорний ферзь · d7 чорний кінь · e7 чорний пішак · c6 чорна тура · f6 чорний пішак · c5 чорний король · f5 білий кінь · c4 чорний слон · d4 чорний пішак · e4 білий пішак · c3 білий слон · f3 білий ферзь · c2 білий король · f2 білий пішак · b1 біла тура · c1 білий король · d1 біла тура · e1 білий слон | b7 чорний пішак · c7 чорний ферзь · d7 чорний кінь · e7 чорний пішак · c6 чорна тура · f6 чорний пішак · c5 чорний король · f5 білий кінь · c4 чорний слон · d4 чорний пішак · e4 білий пішак · c3 білий слон · f3 білий ферзь · c2 білий король · f2 білий пішак · b1 біла тура · c1 білий король · d1 біла тура · e1 білий слон | b7 чорний пішак · c7 чорний ферзь · d7 чорний кінь · e7 чорний пішак · c6 чорна тура · f6 чорний пішак · c5 чорний король · f5 білий кінь · c4 чорний слон · d4 чорний пішак · e4 білий пішак · c3 білий слон · f3 білий ферзь · c2 білий король · f2 білий пішак · b1 біла тура · c1 білий король · d1 біла тура · e1 білий слон | b7 чорний пішак · c7 чорний ферзь · d7 чорний кінь · e7 чорний пішак · c6 чорна тура · f6 чорний пішак · c5 чорний король · f5 білий кінь · c4 чорний слон · d4 чорний пішак · e4 білий пішак · c3 білий слон · f3 білий ферзь · c2 білий король · f2 білий пішак · b1 біла тура · c1 білий король · d1 біла тура · e1 білий слон | b7 чорний пішак · c7 чорний ферзь · d7 чорний кінь · e7 чорний пішак · c6 чорна тура · f6 чорний пішак · c5 чорний король · f5 білий кінь · c4 чорний слон · d4 чорний пішак · e4 білий пішак · c3 білий слон · f3 білий ферзь · c2 білий король · f2 білий пішак · b1 біла тура · c1 білий король · d1 біла тура · e1 білий слон | b7 чорний пішак · c7 чорний ферзь · d7 чорний кінь · e7 чорний пішак · c6 чорна тура · f6 чорний пішак · c5 чорний король · f5 білий кінь · c4 чорний слон · d4 чорний пішак · e4 білий пішак · c3 білий слон · f3 білий ферзь · c2 білий король · f2 білий пішак · b1 біла тура · c1 білий король · d1 біла тура · e1 білий слон | b7 чорний пішак · c7 чорний ферзь · d7 чорний кінь · e7 чорний пішак · c6 чорна тура · f6 чорний пішак · c5 чорний король · f5 білий кінь · c4 чорний слон · d4 чорний пішак · e4 білий пішак · c3 білий слон · f3 білий ферзь · c2 білий король · f2 білий пішак · b1 біла тура · c1 білий король · d1 біла тура · e1 білий слон | b7 чорний пішак · c7 чорний ферзь · d7 чорний кінь · e7 чорний пішак · c6 чорна тура · f6 чорний пішак · c5 чорний король · f5 білий кінь · c4 чорний слон · d4 чорний пішак · e4 білий пішак · c3 білий слон · f3 білий ферзь · c2 білий король · f2 білий пішак · b1 біла тура · c1 білий король · d1 біла тура · e1 білий слон | 8 |
| 7 | b7 чорний пішак · c7 чорний ферзь · d7 чорний кінь · e7 чорний пішак · c6 чорна тура · f6 чорний пішак · c5 чорний король · f5 білий кінь · c4 чорний слон · d4 чорний пішак · e4 білий пішак · c3 білий слон · f3 білий ферзь · c2 білий король · f2 білий пішак · b1 біла тура · c1 білий король · d1 біла тура · e1 білий слон | b7 чорний пішак · c7 чорний ферзь · d7 чорний кінь · e7 чорний пішак · c6 чорна тура · f6 чорний пішак · c5 чорний король · f5 білий кінь · c4 чорний слон · d4 чорний пішак · e4 білий пішак · c3 білий слон · f3 білий ферзь · c2 білий король · f2 білий пішак · b1 біла тура · c1 білий король · d1 біла тура · e1 білий слон | b7 чорний пішак · c7 чорний ферзь · d7 чорний кінь · e7 чорний пішак · c6 чорна тура · f6 чорний пішак · c5 чорний король · f5 білий кінь · c4 чорний слон · d4 чорний пішак · e4 білий пішак · c3 білий слон · f3 білий ферзь · c2 білий король · f2 білий пішак · b1 біла тура · c1 білий король · d1 біла тура · e1 білий слон | b7 чорний пішак · c7 чорний ферзь · d7 чорний кінь · e7 чорний пішак · c6 чорна тура · f6 чорний пішак · c5 чорний король · f5 білий кінь · c4 чорний слон · d4 чорний пішак · e4 білий пішак · c3 білий слон · f3 білий ферзь · c2 білий король · f2 білий пішак · b1 біла тура · c1 білий король · d1 біла тура · e1 білий слон | b7 чорний пішак · c7 чорний ферзь · d7 чорний кінь · e7 чорний пішак · c6 чорна тура · f6 чорний пішак · c5 чорний король · f5 білий кінь · c4 чорний слон · d4 чорний пішак · e4 білий пішак · c3 білий слон · f3 білий ферзь · c2 білий король · f2 білий пішак · b1 біла тура · c1 білий король · d1 біла тура · e1 білий слон | b7 чорний пішак · c7 чорний ферзь · d7 чорний кінь · e7 чорний пішак · c6 чорна тура · f6 чорний пішак · c5 чорний король · f5 білий кінь · c4 чорний слон · d4 чорний пішак · e4 білий пішак · c3 білий слон · f3 білий ферзь · c2 білий король · f2 білий пішак · b1 біла тура · c1 білий король · d1 біла тура · e1 білий слон | b7 чорний пішак · c7 чорний ферзь · d7 чорний кінь · e7 чорний пішак · c6 чорна тура · f6 чорний пішак · c5 чорний король · f5 білий кінь · c4 чорний слон · d4 чорний пішак · e4 білий пішак · c3 білий слон · f3 білий ферзь · c2 білий король · f2 білий пішак · b1 біла тура · c1 білий король · d1 біла тура · e1 білий слон | b7 чорний пішак · c7 чорний ферзь · d7 чорний кінь · e7 чорний пішак · c6 чорна тура · f6 чорний пішак · c5 чорний король · f5 білий кінь · c4 чорний слон · d4 чорний пішак · e4 білий пішак · c3 білий слон · f3 білий ферзь · c2 білий король · f2 білий пішак · b1 біла тура · c1 білий король · d1 біла тура · e1 білий слон | 7 |
| 6 | b7 чорний пішак · c7 чорний ферзь · d7 чорний кінь · e7 чорний пішак · c6 чорна тура · f6 чорний пішак · c5 чорний король · f5 білий кінь · c4 чорний слон · d4 чорний пішак · e4 білий пішак · c3 білий слон · f3 білий ферзь · c2 білий король · f2 білий пішак · b1 біла тура · c1 білий король · d1 біла тура · e1 білий слон | b7 чорний пішак · c7 чорний ферзь · d7 чорний кінь · e7 чорний пішак · c6 чорна тура · f6 чорний пішак · c5 чорний король · f5 білий кінь · c4 чорний слон · d4 чорний пішак · e4 білий пішак · c3 білий слон · f3 білий ферзь · c2 білий король · f2 білий пішак · b1 біла тура · c1 білий король · d1 біла тура · e1 білий слон | b7 чорний пішак · c7 чорний ферзь · d7 чорний кінь · e7 чорний пішак · c6 чорна тура · f6 чорний пішак · c5 чорний король · f5 білий кінь · c4 чорний слон · d4 чорний пішак · e4 білий пішак · c3 білий слон · f3 білий ферзь · c2 білий король · f2 білий пішак · b1 біла тура · c1 білий король · d1 біла тура · e1 білий слон | b7 чорний пішак · c7 чорний ферзь · d7 чорний кінь · e7 чорний пішак · c6 чорна тура · f6 чорний пішак · c5 чорний король · f5 білий кінь · c4 чорний слон · d4 чорний пішак · e4 білий пішак · c3 білий слон · f3 білий ферзь · c2 білий король · f2 білий пішак · b1 біла тура · c1 білий король · d1 біла тура · e1 білий слон | b7 чорний пішак · c7 чорний ферзь · d7 чорний кінь · e7 чорний пішак · c6 чорна тура · f6 чорний пішак · c5 чорний король · f5 білий кінь · c4 чорний слон · d4 чорний пішак · e4 білий пішак · c3 білий слон · f3 білий ферзь · c2 білий король · f2 білий пішак · b1 біла тура · c1 білий король · d1 біла тура · e1 білий слон | b7 чорний пішак · c7 чорний ферзь · d7 чорний кінь · e7 чорний пішак · c6 чорна тура · f6 чорний пішак · c5 чорний король · f5 білий кінь · c4 чорний слон · d4 чорний пішак · e4 білий пішак · c3 білий слон · f3 білий ферзь · c2 білий король · f2 білий пішак · b1 біла тура · c1 білий король · d1 біла тура · e1 білий слон | b7 чорний пішак · c7 чорний ферзь · d7 чорний кінь · e7 чорний пішак · c6 чорна тура · f6 чорний пішак · c5 чорний король · f5 білий кінь · c4 чорний слон · d4 чорний пішак · e4 білий пішак · c3 білий слон · f3 білий ферзь · c2 білий король · f2 білий пішак · b1 біла тура · c1 білий король · d1 біла тура · e1 білий слон | b7 чорний пішак · c7 чорний ферзь · d7 чорний кінь · e7 чорний пішак · c6 чорна тура · f6 чорний пішак · c5 чорний король · f5 білий кінь · c4 чорний слон · d4 чорний пішак · e4 білий пішак · c3 білий слон · f3 білий ферзь · c2 білий король · f2 білий пішак · b1 біла тура · c1 білий король · d1 біла тура · e1 білий слон | 6 |
| 5 | b7 чорний пішак · c7 чорний ферзь · d7 чорний кінь · e7 чорний пішак · c6 чорна тура · f6 чорний пішак · c5 чорний король · f5 білий кінь · c4 чорний слон · d4 чорний пішак · e4 білий пішак · c3 білий слон · f3 білий ферзь · c2 білий король · f2 білий пішак · b1 біла тура · c1 білий король · d1 біла тура · e1 білий слон | b7 чорний пішак · c7 чорний ферзь · d7 чорний кінь · e7 чорний пішак · c6 чорна тура · f6 чорний пішак · c5 чорний король · f5 білий кінь · c4 чорний слон · d4 чорний пішак · e4 білий пішак · c3 білий слон · f3 білий ферзь · c2 білий король · f2 білий пішак · b1 біла тура · c1 білий король · d1 біла тура · e1 білий слон | b7 чорний пішак · c7 чорний ферзь · d7 чорний кінь · e7 чорний пішак · c6 чорна тура · f6 чорний пішак · c5 чорний король · f5 білий кінь · c4 чорний слон · d4 чорний пішак · e4 білий пішак · c3 білий слон · f3 білий ферзь · c2 білий король · f2 білий пішак · b1 біла тура · c1 білий король · d1 біла тура · e1 білий слон | b7 чорний пішак · c7 чорний ферзь · d7 чорний кінь · e7 чорний пішак · c6 чорна тура · f6 чорний пішак · c5 чорний король · f5 білий кінь · c4 чорний слон · d4 чорний пішак · e4 білий пішак · c3 білий слон · f3 білий ферзь · c2 білий король · f2 білий пішак · b1 біла тура · c1 білий король · d1 біла тура · e1 білий слон | b7 чорний пішак · c7 чорний ферзь · d7 чорний кінь · e7 чорний пішак · c6 чорна тура · f6 чорний пішак · c5 чорний король · f5 білий кінь · c4 чорний слон · d4 чорний пішак · e4 білий пішак · c3 білий слон · f3 білий ферзь · c2 білий король · f2 білий пішак · b1 біла тура · c1 білий король · d1 біла тура · e1 білий слон | b7 чорний пішак · c7 чорний ферзь · d7 чорний кінь · e7 чорний пішак · c6 чорна тура · f6 чорний пішак · c5 чорний король · f5 білий кінь · c4 чорний слон · d4 чорний пішак · e4 білий пішак · c3 білий слон · f3 білий ферзь · c2 білий король · f2 білий пішак · b1 біла тура · c1 білий король · d1 біла тура · e1 білий слон | b7 чорний пішак · c7 чорний ферзь · d7 чорний кінь · e7 чорний пішак · c6 чорна тура · f6 чорний пішак · c5 чорний король · f5 білий кінь · c4 чорний слон · d4 чорний пішак · e4 білий пішак · c3 білий слон · f3 білий ферзь · c2 білий король · f2 білий пішак · b1 біла тура · c1 білий король · d1 біла тура · e1 білий слон | b7 чорний пішак · c7 чорний ферзь · d7 чорний кінь · e7 чорний пішак · c6 чорна тура · f6 чорний пішак · c5 чорний король · f5 білий кінь · c4 чорний слон · d4 чорний пішак · e4 білий пішак · c3 білий слон · f3 білий ферзь · c2 білий король · f2 білий пішак · b1 біла тура · c1 білий король · d1 біла тура · e1 білий слон | 5 |
| 4 | b7 чорний пішак · c7 чорний ферзь · d7 чорний кінь · e7 чорний пішак · c6 чорна тура · f6 чорний пішак · c5 чорний король · f5 білий кінь · c4 чорний слон · d4 чорний пішак · e4 білий пішак · c3 білий слон · f3 білий ферзь · c2 білий король · f2 білий пішак · b1 біла тура · c1 білий король · d1 біла тура · e1 білий слон | b7 чорний пішак · c7 чорний ферзь · d7 чорний кінь · e7 чорний пішак · c6 чорна тура · f6 чорний пішак · c5 чорний король · f5 білий кінь · c4 чорний слон · d4 чорний пішак · e4 білий пішак · c3 білий слон · f3 білий ферзь · c2 білий король · f2 білий пішак · b1 біла тура · c1 білий король · d1 біла тура · e1 білий слон | b7 чорний пішак · c7 чорний ферзь · d7 чорний кінь · e7 чорний пішак · c6 чорна тура · f6 чорний пішак · c5 чорний король · f5 білий кінь · c4 чорний слон · d4 чорний пішак · e4 білий пішак · c3 білий слон · f3 білий ферзь · c2 білий король · f2 білий пішак · b1 біла тура · c1 білий король · d1 біла тура · e1 білий слон | b7 чорний пішак · c7 чорний ферзь · d7 чорний кінь · e7 чорний пішак · c6 чорна тура · f6 чорний пішак · c5 чорний король · f5 білий кінь · c4 чорний слон · d4 чорний пішак · e4 білий пішак · c3 білий слон · f3 білий ферзь · c2 білий король · f2 білий пішак · b1 біла тура · c1 білий король · d1 біла тура · e1 білий слон | b7 чорний пішак · c7 чорний ферзь · d7 чорний кінь · e7 чорний пішак · c6 чорна тура · f6 чорний пішак · c5 чорний король · f5 білий кінь · c4 чорний слон · d4 чорний пішак · e4 білий пішак · c3 білий слон · f3 білий ферзь · c2 білий король · f2 білий пішак · b1 біла тура · c1 білий король · d1 біла тура · e1 білий слон | b7 чорний пішак · c7 чорний ферзь · d7 чорний кінь · e7 чорний пішак · c6 чорна тура · f6 чорний пішак · c5 чорний король · f5 білий кінь · c4 чорний слон · d4 чорний пішак · e4 білий пішак · c3 білий слон · f3 білий ферзь · c2 білий король · f2 білий пішак · b1 біла тура · c1 білий король · d1 біла тура · e1 білий слон | b7 чорний пішак · c7 чорний ферзь · d7 чорний кінь · e7 чорний пішак · c6 чорна тура · f6 чорний пішак · c5 чорний король · f5 білий кінь · c4 чорний слон · d4 чорний пішак · e4 білий пішак · c3 білий слон · f3 білий ферзь · c2 білий король · f2 білий пішак · b1 біла тура · c1 білий король · d1 біла тура · e1 білий слон | b7 чорний пішак · c7 чорний ферзь · d7 чорний кінь · e7 чорний пішак · c6 чорна тура · f6 чорний пішак · c5 чорний король · f5 білий кінь · c4 чорний слон · d4 чорний пішак · e4 білий пішак · c3 білий слон · f3 білий ферзь · c2 білий король · f2 білий пішак · b1 біла тура · c1 білий король · d1 біла тура · e1 білий слон | 4 |
| 3 | b7 чорний пішак · c7 чорний ферзь · d7 чорний кінь · e7 чорний пішак · c6 чорна тура · f6 чорний пішак · c5 чорний король · f5 білий кінь · c4 чорний слон · d4 чорний пішак · e4 білий пішак · c3 білий слон · f3 білий ферзь · c2 білий король · f2 білий пішак · b1 біла тура · c1 білий король · d1 біла тура · e1 білий слон | b7 чорний пішак · c7 чорний ферзь · d7 чорний кінь · e7 чорний пішак · c6 чорна тура · f6 чорний пішак · c5 чорний король · f5 білий кінь · c4 чорний слон · d4 чорний пішак · e4 білий пішак · c3 білий слон · f3 білий ферзь · c2 білий король · f2 білий пішак · b1 біла тура · c1 білий король · d1 біла тура · e1 білий слон | b7 чорний пішак · c7 чорний ферзь · d7 чорний кінь · e7 чорний пішак · c6 чорна тура · f6 чорний пішак · c5 чорний король · f5 білий кінь · c4 чорний слон · d4 чорний пішак · e4 білий пішак · c3 білий слон · f3 білий ферзь · c2 білий король · f2 білий пішак · b1 біла тура · c1 білий король · d1 біла тура · e1 білий слон | b7 чорний пішак · c7 чорний ферзь · d7 чорний кінь · e7 чорний пішак · c6 чорна тура · f6 чорний пішак · c5 чорний король · f5 білий кінь · c4 чорний слон · d4 чорний пішак · e4 білий пішак · c3 білий слон · f3 білий ферзь · c2 білий король · f2 білий пішак · b1 біла тура · c1 білий король · d1 біла тура · e1 білий слон | b7 чорний пішак · c7 чорний ферзь · d7 чорний кінь · e7 чорний пішак · c6 чорна тура · f6 чорний пішак · c5 чорний король · f5 білий кінь · c4 чорний слон · d4 чорний пішак · e4 білий пішак · c3 білий слон · f3 білий ферзь · c2 білий король · f2 білий пішак · b1 біла тура · c1 білий король · d1 біла тура · e1 білий слон | b7 чорний пішак · c7 чорний ферзь · d7 чорний кінь · e7 чорний пішак · c6 чорна тура · f6 чорний пішак · c5 чорний король · f5 білий кінь · c4 чорний слон · d4 чорний пішак · e4 білий пішак · c3 білий слон · f3 білий ферзь · c2 білий король · f2 білий пішак · b1 біла тура · c1 білий король · d1 біла тура · e1 білий слон | b7 чорний пішак · c7 чорний ферзь · d7 чорний кінь · e7 чорний пішак · c6 чорна тура · f6 чорний пішак · c5 чорний король · f5 білий кінь · c4 чорний слон · d4 чорний пішак · e4 білий пішак · c3 білий слон · f3 білий ферзь · c2 білий король · f2 білий пішак · b1 біла тура · c1 білий король · d1 біла тура · e1 білий слон | b7 чорний пішак · c7 чорний ферзь · d7 чорний кінь · e7 чорний пішак · c6 чорна тура · f6 чорний пішак · c5 чорний король · f5 білий кінь · c4 чорний слон · d4 чорний пішак · e4 білий пішак · c3 білий слон · f3 білий ферзь · c2 білий король · f2 білий пішак · b1 біла тура · c1 білий король · d1 біла тура · e1 білий слон | 3 |
| 2 | b7 чорний пішак · c7 чорний ферзь · d7 чорний кінь · e7 чорний пішак · c6 чорна тура · f6 чорний пішак · c5 чорний король · f5 білий кінь · c4 чорний слон · d4 чорний пішак · e4 білий пішак · c3 білий слон · f3 білий ферзь · c2 білий король · f2 білий пішак · b1 біла тура · c1 білий король · d1 біла тура · e1 білий слон | b7 чорний пішак · c7 чорний ферзь · d7 чорний кінь · e7 чорний пішак · c6 чорна тура · f6 чорний пішак · c5 чорний король · f5 білий кінь · c4 чорний слон · d4 чорний пішак · e4 білий пішак · c3 білий слон · f3 білий ферзь · c2 білий король · f2 білий пішак · b1 біла тура · c1 білий король · d1 біла тура · e1 білий слон | b7 чорний пішак · c7 чорний ферзь · d7 чорний кінь · e7 чорний пішак · c6 чорна тура · f6 чорний пішак · c5 чорний король · f5 білий кінь · c4 чорний слон · d4 чорний пішак · e4 білий пішак · c3 білий слон · f3 білий ферзь · c2 білий король · f2 білий пішак · b1 біла тура · c1 білий король · d1 біла тура · e1 білий слон | b7 чорний пішак · c7 чорний ферзь · d7 чорний кінь · e7 чорний пішак · c6 чорна тура · f6 чорний пішак · c5 чорний король · f5 білий кінь · c4 чорний слон · d4 чорний пішак · e4 білий пішак · c3 білий слон · f3 білий ферзь · c2 білий король · f2 білий пішак · b1 біла тура · c1 білий король · d1 біла тура · e1 білий слон | b7 чорний пішак · c7 чорний ферзь · d7 чорний кінь · e7 чорний пішак · c6 чорна тура · f6 чорний пішак · c5 чорний король · f5 білий кінь · c4 чорний слон · d4 чорний пішак · e4 білий пішак · c3 білий слон · f3 білий ферзь · c2 білий король · f2 білий пішак · b1 біла тура · c1 білий король · d1 біла тура · e1 білий слон | b7 чорний пішак · c7 чорний ферзь · d7 чорний кінь · e7 чорний пішак · c6 чорна тура · f6 чорний пішак · c5 чорний король · f5 білий кінь · c4 чорний слон · d4 чорний пішак · e4 білий пішак · c3 білий слон · f3 білий ферзь · c2 білий король · f2 білий пішак · b1 біла тура · c1 білий король · d1 біла тура · e1 білий слон | b7 чорний пішак · c7 чорний ферзь · d7 чорний кінь · e7 чорний пішак · c6 чорна тура · f6 чорний пішак · c5 чорний король · f5 білий кінь · c4 чорний слон · d4 чорний пішак · e4 білий пішак · c3 білий слон · f3 білий ферзь · c2 білий король · f2 білий пішак · b1 біла тура · c1 білий король · d1 біла тура · e1 білий слон | b7 чорний пішак · c7 чорний ферзь · d7 чорний кінь · e7 чорний пішак · c6 чорна тура · f6 чорний пішак · c5 чорний король · f5 білий кінь · c4 чорний слон · d4 чорний пішак · e4 білий пішак · c3 білий слон · f3 білий ферзь · c2 білий король · f2 білий пішак · b1 біла тура · c1 білий король · d1 біла тура · e1 білий слон | 2 |
| 1 | b7 чорний пішак · c7 чорний ферзь · d7 чорний кінь · e7 чорний пішак · c6 чорна тура · f6 чорний пішак · c5 чорний король · f5 білий кінь · c4 чорний слон · d4 чорний пішак · e4 білий пішак · c3 білий слон · f3 білий ферзь · c2 білий король · f2 білий пішак · b1 біла тура · c1 білий король · d1 біла тура · e1 білий слон | b7 чорний пішак · c7 чорний ферзь · d7 чорний кінь · e7 чорний пішак · c6 чорна тура · f6 чорний пішак · c5 чорний король · f5 білий кінь · c4 чорний слон · d4 чорний пішак · e4 білий пішак · c3 білий слон · f3 білий ферзь · c2 білий король · f2 білий пішак · b1 біла тура · c1 білий король · d1 біла тура · e1 білий слон | b7 чорний пішак · c7 чорний ферзь · d7 чорний кінь · e7 чорний пішак · c6 чорна тура · f6 чорний пішак · c5 чорний король · f5 білий кінь · c4 чорний слон · d4 чорний пішак · e4 білий пішак · c3 білий слон · f3 білий ферзь · c2 білий король · f2 білий пішак · b1 біла тура · c1 білий король · d1 біла тура · e1 білий слон | b7 чорний пішак · c7 чорний ферзь · d7 чорний кінь · e7 чорний пішак · c6 чорна тура · f6 чорний пішак · c5 чорний король · f5 білий кінь · c4 чорний слон · d4 чорний пішак · e4 білий пішак · c3 білий слон · f3 білий ферзь · c2 білий король · f2 білий пішак · b1 біла тура · c1 білий король · d1 біла тура · e1 білий слон | b7 чорний пішак · c7 чорний ферзь · d7 чорний кінь · e7 чорний пішак · c6 чорна тура · f6 чорний пішак · c5 чорний король · f5 білий кінь · c4 чорний слон · d4 чорний пішак · e4 білий пішак · c3 білий слон · f3 білий ферзь · c2 білий король · f2 білий пішак · b1 біла тура · c1 білий король · d1 біла тура · e1 білий слон | b7 чорний пішак · c7 чорний ферзь · d7 чорний кінь · e7 чорний пішак · c6 чорна тура · f6 чорний пішак · c5 чорний король · f5 білий кінь · c4 чорний слон · d4 чорний пішак · e4 білий пішак · c3 білий слон · f3 білий ферзь · c2 білий король · f2 білий пішак · b1 біла тура · c1 білий король · d1 біла тура · e1 білий слон | b7 чорний пішак · c7 чорний ферзь · d7 чорний кінь · e7 чорний пішак · c6 чорна тура · f6 чорний пішак · c5 чорний король · f5 білий кінь · c4 чорний слон · d4 чорний пішак · e4 білий пішак · c3 білий слон · f3 білий ферзь · c2 білий король · f2 білий пішак · b1 біла тура · c1 білий король · d1 біла тура · e1 білий слон | b7 чорний пішак · c7 чорний ферзь · d7 чорний кінь · e7 чорний пішак · c6 чорна тура · f6 чорний пішак · c5 чорний король · f5 білий кінь · c4 чорний слон · d4 чорний пішак · e4 білий пішак · c3 білий слон · f3 білий ферзь · c2 білий король · f2 білий пішак · b1 біла тура · c1 білий король · d1 біла тура · e1 білий слон | 1 |
|   | a | b | c | d | e | f | g | h |   |

|   | a | b | c | d | e | f | g | h |   |
| 8 | d7 чорний кінь · c6 чорна тура · e6 чорна тура · c5 чорний пішак · e5 чорний пішак · c4 білий пішак · d4 чорний король · e4 білий пішак · b3 чорний пішак · f3 чорний пішак · b2 білий король · f2 білий кінь · a1 білий ферзь · b1 білий кінь · f1 біла тура · g1 білий слон | d7 чорний кінь · c6 чорна тура · e6 чорна тура · c5 чорний пішак · e5 чорний пішак · c4 білий пішак · d4 чорний король · e4 білий пішак · b3 чорний пішак · f3 чорний пішак · b2 білий король · f2 білий кінь · a1 білий ферзь · b1 білий кінь · f1 біла тура · g1 білий слон | d7 чорний кінь · c6 чорна тура · e6 чорна тура · c5 чорний пішак · e5 чорний пішак · c4 білий пішак · d4 чорний король · e4 білий пішак · b3 чорний пішак · f3 чорний пішак · b2 білий король · f2 білий кінь · a1 білий ферзь · b1 білий кінь · f1 біла тура · g1 білий слон | d7 чорний кінь · c6 чорна тура · e6 чорна тура · c5 чорний пішак · e5 чорний пішак · c4 білий пішак · d4 чорний король · e4 білий пішак · b3 чорний пішак · f3 чорний пішак · b2 білий король · f2 білий кінь · a1 білий ферзь · b1 білий кінь · f1 біла тура · g1 білий слон | d7 чорний кінь · c6 чорна тура · e6 чорна тура · c5 чорний пішак · e5 чорний пішак · c4 білий пішак · d4 чорний король · e4 білий пішак · b3 чорний пішак · f3 чорний пішак · b2 білий король · f2 білий кінь · a1 білий ферзь · b1 білий кінь · f1 біла тура · g1 білий слон | d7 чорний кінь · c6 чорна тура · e6 чорна тура · c5 чорний пішак · e5 чорний пішак · c4 білий пішак · d4 чорний король · e4 білий пішак · b3 чорний пішак · f3 чорний пішак · b2 білий король · f2 білий кінь · a1 білий ферзь · b1 білий кінь · f1 біла тура · g1 білий слон | d7 чорний кінь · c6 чорна тура · e6 чорна тура · c5 чорний пішак · e5 чорний пішак · c4 білий пішак · d4 чорний король · e4 білий пішак · b3 чорний пішак · f3 чорний пішак · b2 білий король · f2 білий кінь · a1 білий ферзь · b1 білий кінь · f1 біла тура · g1 білий слон | d7 чорний кінь · c6 чорна тура · e6 чорна тура · c5 чорний пішак · e5 чорний пішак · c4 білий пішак · d4 чорний король · e4 білий пішак · b3 чорний пішак · f3 чорний пішак · b2 білий король · f2 білий кінь · a1 білий ферзь · b1 білий кінь · f1 біла тура · g1 білий слон | 8 |
| 7 | d7 чорний кінь · c6 чорна тура · e6 чорна тура · c5 чорний пішак · e5 чорний пішак · c4 білий пішак · d4 чорний король · e4 білий пішак · b3 чорний пішак · f3 чорний пішак · b2 білий король · f2 білий кінь · a1 білий ферзь · b1 білий кінь · f1 біла тура · g1 білий слон | d7 чорний кінь · c6 чорна тура · e6 чорна тура · c5 чорний пішак · e5 чорний пішак · c4 білий пішак · d4 чорний король · e4 білий пішак · b3 чорний пішак · f3 чорний пішак · b2 білий король · f2 білий кінь · a1 білий ферзь · b1 білий кінь · f1 біла тура · g1 білий слон | d7 чорний кінь · c6 чорна тура · e6 чорна тура · c5 чорний пішак · e5 чорний пішак · c4 білий пішак · d4 чорний король · e4 білий пішак · b3 чорний пішак · f3 чорний пішак · b2 білий король · f2 білий кінь · a1 білий ферзь · b1 білий кінь · f1 біла тура · g1 білий слон | d7 чорний кінь · c6 чорна тура · e6 чорна тура · c5 чорний пішак · e5 чорний пішак · c4 білий пішак · d4 чорний король · e4 білий пішак · b3 чорний пішак · f3 чорний пішак · b2 білий король · f2 білий кінь · a1 білий ферзь · b1 білий кінь · f1 біла тура · g1 білий слон | d7 чорний кінь · c6 чорна тура · e6 чорна тура · c5 чорний пішак · e5 чорний пішак · c4 білий пішак · d4 чорний король · e4 білий пішак · b3 чорний пішак · f3 чорний пішак · b2 білий король · f2 білий кінь · a1 білий ферзь · b1 білий кінь · f1 біла тура · g1 білий слон | d7 чорний кінь · c6 чорна тура · e6 чорна тура · c5 чорний пішак · e5 чорний пішак · c4 білий пішак · d4 чорний король · e4 білий пішак · b3 чорний пішак · f3 чорний пішак · b2 білий король · f2 білий кінь · a1 білий ферзь · b1 білий кінь · f1 біла тура · g1 білий слон | d7 чорний кінь · c6 чорна тура · e6 чорна тура · c5 чорний пішак · e5 чорний пішак · c4 білий пішак · d4 чорний король · e4 білий пішак · b3 чорний пішак · f3 чорний пішак · b2 білий король · f2 білий кінь · a1 білий ферзь · b1 білий кінь · f1 біла тура · g1 білий слон | d7 чорний кінь · c6 чорна тура · e6 чорна тура · c5 чорний пішак · e5 чорний пішак · c4 білий пішак · d4 чорний король · e4 білий пішак · b3 чорний пішак · f3 чорний пішак · b2 білий король · f2 білий кінь · a1 білий ферзь · b1 білий кінь · f1 біла тура · g1 білий слон | 7 |
| 6 | d7 чорний кінь · c6 чорна тура · e6 чорна тура · c5 чорний пішак · e5 чорний пішак · c4 білий пішак · d4 чорний король · e4 білий пішак · b3 чорний пішак · f3 чорний пішак · b2 білий король · f2 білий кінь · a1 білий ферзь · b1 білий кінь · f1 біла тура · g1 білий слон | d7 чорний кінь · c6 чорна тура · e6 чорна тура · c5 чорний пішак · e5 чорний пішак · c4 білий пішак · d4 чорний король · e4 білий пішак · b3 чорний пішак · f3 чорний пішак · b2 білий король · f2 білий кінь · a1 білий ферзь · b1 білий кінь · f1 біла тура · g1 білий слон | d7 чорний кінь · c6 чорна тура · e6 чорна тура · c5 чорний пішак · e5 чорний пішак · c4 білий пішак · d4 чорний король · e4 білий пішак · b3 чорний пішак · f3 чорний пішак · b2 білий король · f2 білий кінь · a1 білий ферзь · b1 білий кінь · f1 біла тура · g1 білий слон | d7 чорний кінь · c6 чорна тура · e6 чорна тура · c5 чорний пішак · e5 чорний пішак · c4 білий пішак · d4 чорний король · e4 білий пішак · b3 чорний пішак · f3 чорний пішак · b2 білий король · f2 білий кінь · a1 білий ферзь · b1 білий кінь · f1 біла тура · g1 білий слон | d7 чорний кінь · c6 чорна тура · e6 чорна тура · c5 чорний пішак · e5 чорний пішак · c4 білий пішак · d4 чорний король · e4 білий пішак · b3 чорний пішак · f3 чорний пішак · b2 білий король · f2 білий кінь · a1 білий ферзь · b1 білий кінь · f1 біла тура · g1 білий слон | d7 чорний кінь · c6 чорна тура · e6 чорна тура · c5 чорний пішак · e5 чорний пішак · c4 білий пішак · d4 чорний король · e4 білий пішак · b3 чорний пішак · f3 чорний пішак · b2 білий король · f2 білий кінь · a1 білий ферзь · b1 білий кінь · f1 біла тура · g1 білий слон | d7 чорний кінь · c6 чорна тура · e6 чорна тура · c5 чорний пішак · e5 чорний пішак · c4 білий пішак · d4 чорний король · e4 білий пішак · b3 чорний пішак · f3 чорний пішак · b2 білий король · f2 білий кінь · a1 білий ферзь · b1 білий кінь · f1 біла тура · g1 білий слон | d7 чорний кінь · c6 чорна тура · e6 чорна тура · c5 чорний пішак · e5 чорний пішак · c4 білий пішак · d4 чорний король · e4 білий пішак · b3 чорний пішак · f3 чорний пішак · b2 білий король · f2 білий кінь · a1 білий ферзь · b1 білий кінь · f1 біла тура · g1 білий слон | 6 |
| 5 | d7 чорний кінь · c6 чорна тура · e6 чорна тура · c5 чорний пішак · e5 чорний пішак · c4 білий пішак · d4 чорний король · e4 білий пішак · b3 чорний пішак · f3 чорний пішак · b2 білий король · f2 білий кінь · a1 білий ферзь · b1 білий кінь · f1 біла тура · g1 білий слон | d7 чорний кінь · c6 чорна тура · e6 чорна тура · c5 чорний пішак · e5 чорний пішак · c4 білий пішак · d4 чорний король · e4 білий пішак · b3 чорний пішак · f3 чорний пішак · b2 білий король · f2 білий кінь · a1 білий ферзь · b1 білий кінь · f1 біла тура · g1 білий слон | d7 чорний кінь · c6 чорна тура · e6 чорна тура · c5 чорний пішак · e5 чорний пішак · c4 білий пішак · d4 чорний король · e4 білий пішак · b3 чорний пішак · f3 чорний пішак · b2 білий король · f2 білий кінь · a1 білий ферзь · b1 білий кінь · f1 біла тура · g1 білий слон | d7 чорний кінь · c6 чорна тура · e6 чорна тура · c5 чорний пішак · e5 чорний пішак · c4 білий пішак · d4 чорний король · e4 білий пішак · b3 чорний пішак · f3 чорний пішак · b2 білий король · f2 білий кінь · a1 білий ферзь · b1 білий кінь · f1 біла тура · g1 білий слон | d7 чорний кінь · c6 чорна тура · e6 чорна тура · c5 чорний пішак · e5 чорний пішак · c4 білий пішак · d4 чорний король · e4 білий пішак · b3 чорний пішак · f3 чорний пішак · b2 білий король · f2 білий кінь · a1 білий ферзь · b1 білий кінь · f1 біла тура · g1 білий слон | d7 чорний кінь · c6 чорна тура · e6 чорна тура · c5 чорний пішак · e5 чорний пішак · c4 білий пішак · d4 чорний король · e4 білий пішак · b3 чорний пішак · f3 чорний пішак · b2 білий король · f2 білий кінь · a1 білий ферзь · b1 білий кінь · f1 біла тура · g1 білий слон | d7 чорний кінь · c6 чорна тура · e6 чорна тура · c5 чорний пішак · e5 чорний пішак · c4 білий пішак · d4 чорний король · e4 білий пішак · b3 чорний пішак · f3 чорний пішак · b2 білий король · f2 білий кінь · a1 білий ферзь · b1 білий кінь · f1 біла тура · g1 білий слон | d7 чорний кінь · c6 чорна тура · e6 чорна тура · c5 чорний пішак · e5 чорний пішак · c4 білий пішак · d4 чорний король · e4 білий пішак · b3 чорний пішак · f3 чорний пішак · b2 білий король · f2 білий кінь · a1 білий ферзь · b1 білий кінь · f1 біла тура · g1 білий слон | 5 |
| 4 | d7 чорний кінь · c6 чорна тура · e6 чорна тура · c5 чорний пішак · e5 чорний пішак · c4 білий пішак · d4 чорний король · e4 білий пішак · b3 чорний пішак · f3 чорний пішак · b2 білий король · f2 білий кінь · a1 білий ферзь · b1 білий кінь · f1 біла тура · g1 білий слон | d7 чорний кінь · c6 чорна тура · e6 чорна тура · c5 чорний пішак · e5 чорний пішак · c4 білий пішак · d4 чорний король · e4 білий пішак · b3 чорний пішак · f3 чорний пішак · b2 білий король · f2 білий кінь · a1 білий ферзь · b1 білий кінь · f1 біла тура · g1 білий слон | d7 чорний кінь · c6 чорна тура · e6 чорна тура · c5 чорний пішак · e5 чорний пішак · c4 білий пішак · d4 чорний король · e4 білий пішак · b3 чорний пішак · f3 чорний пішак · b2 білий король · f2 білий кінь · a1 білий ферзь · b1 білий кінь · f1 біла тура · g1 білий слон | d7 чорний кінь · c6 чорна тура · e6 чорна тура · c5 чорний пішак · e5 чорний пішак · c4 білий пішак · d4 чорний король · e4 білий пішак · b3 чорний пішак · f3 чорний пішак · b2 білий король · f2 білий кінь · a1 білий ферзь · b1 білий кінь · f1 біла тура · g1 білий слон | d7 чорний кінь · c6 чорна тура · e6 чорна тура · c5 чорний пішак · e5 чорний пішак · c4 білий пішак · d4 чорний король · e4 білий пішак · b3 чорний пішак · f3 чорний пішак · b2 білий король · f2 білий кінь · a1 білий ферзь · b1 білий кінь · f1 біла тура · g1 білий слон | d7 чорний кінь · c6 чорна тура · e6 чорна тура · c5 чорний пішак · e5 чорний пішак · c4 білий пішак · d4 чорний король · e4 білий пішак · b3 чорний пішак · f3 чорний пішак · b2 білий король · f2 білий кінь · a1 білий ферзь · b1 білий кінь · f1 біла тура · g1 білий слон | d7 чорний кінь · c6 чорна тура · e6 чорна тура · c5 чорний пішак · e5 чорний пішак · c4 білий пішак · d4 чорний король · e4 білий пішак · b3 чорний пішак · f3 чорний пішак · b2 білий король · f2 білий кінь · a1 білий ферзь · b1 білий кінь · f1 біла тура · g1 білий слон | d7 чорний кінь · c6 чорна тура · e6 чорна тура · c5 чорний пішак · e5 чорний пішак · c4 білий пішак · d4 чорний король · e4 білий пішак · b3 чорний пішак · f3 чорний пішак · b2 білий король · f2 білий кінь · a1 білий ферзь · b1 білий кінь · f1 біла тура · g1 білий слон | 4 |
| 3 | d7 чорний кінь · c6 чорна тура · e6 чорна тура · c5 чорний пішак · e5 чорний пішак · c4 білий пішак · d4 чорний король · e4 білий пішак · b3 чорний пішак · f3 чорний пішак · b2 білий король · f2 білий кінь · a1 білий ферзь · b1 білий кінь · f1 біла тура · g1 білий слон | d7 чорний кінь · c6 чорна тура · e6 чорна тура · c5 чорний пішак · e5 чорний пішак · c4 білий пішак · d4 чорний король · e4 білий пішак · b3 чорний пішак · f3 чорний пішак · b2 білий король · f2 білий кінь · a1 білий ферзь · b1 білий кінь · f1 біла тура · g1 білий слон | d7 чорний кінь · c6 чорна тура · e6 чорна тура · c5 чорний пішак · e5 чорний пішак · c4 білий пішак · d4 чорний король · e4 білий пішак · b3 чорний пішак · f3 чорний пішак · b2 білий король · f2 білий кінь · a1 білий ферзь · b1 білий кінь · f1 біла тура · g1 білий слон | d7 чорний кінь · c6 чорна тура · e6 чорна тура · c5 чорний пішак · e5 чорний пішак · c4 білий пішак · d4 чорний король · e4 білий пішак · b3 чорний пішак · f3 чорний пішак · b2 білий король · f2 білий кінь · a1 білий ферзь · b1 білий кінь · f1 біла тура · g1 білий слон | d7 чорний кінь · c6 чорна тура · e6 чорна тура · c5 чорний пішак · e5 чорний пішак · c4 білий пішак · d4 чорний король · e4 білий пішак · b3 чорний пішак · f3 чорний пішак · b2 білий король · f2 білий кінь · a1 білий ферзь · b1 білий кінь · f1 біла тура · g1 білий слон | d7 чорний кінь · c6 чорна тура · e6 чорна тура · c5 чорний пішак · e5 чорний пішак · c4 білий пішак · d4 чорний король · e4 білий пішак · b3 чорний пішак · f3 чорний пішак · b2 білий король · f2 білий кінь · a1 білий ферзь · b1 білий кінь · f1 біла тура · g1 білий слон | d7 чорний кінь · c6 чорна тура · e6 чорна тура · c5 чорний пішак · e5 чорний пішак · c4 білий пішак · d4 чорний король · e4 білий пішак · b3 чорний пішак · f3 чорний пішак · b2 білий король · f2 білий кінь · a1 білий ферзь · b1 білий кінь · f1 біла тура · g1 білий слон | d7 чорний кінь · c6 чорна тура · e6 чорна тура · c5 чорний пішак · e5 чорний пішак · c4 білий пішак · d4 чорний король · e4 білий пішак · b3 чорний пішак · f3 чорний пішак · b2 білий король · f2 білий кінь · a1 білий ферзь · b1 білий кінь · f1 біла тура · g1 білий слон | 3 |
| 2 | d7 чорний кінь · c6 чорна тура · e6 чорна тура · c5 чорний пішак · e5 чорний пішак · c4 білий пішак · d4 чорний король · e4 білий пішак · b3 чорний пішак · f3 чорний пішак · b2 білий король · f2 білий кінь · a1 білий ферзь · b1 білий кінь · f1 біла тура · g1 білий слон | d7 чорний кінь · c6 чорна тура · e6 чорна тура · c5 чорний пішак · e5 чорний пішак · c4 білий пішак · d4 чорний король · e4 білий пішак · b3 чорний пішак · f3 чорний пішак · b2 білий король · f2 білий кінь · a1 білий ферзь · b1 білий кінь · f1 біла тура · g1 білий слон | d7 чорний кінь · c6 чорна тура · e6 чорна тура · c5 чорний пішак · e5 чорний пішак · c4 білий пішак · d4 чорний король · e4 білий пішак · b3 чорний пішак · f3 чорний пішак · b2 білий король · f2 білий кінь · a1 білий ферзь · b1 білий кінь · f1 біла тура · g1 білий слон | d7 чорний кінь · c6 чорна тура · e6 чорна тура · c5 чорний пішак · e5 чорний пішак · c4 білий пішак · d4 чорний король · e4 білий пішак · b3 чорний пішак · f3 чорний пішак · b2 білий король · f2 білий кінь · a1 білий ферзь · b1 білий кінь · f1 біла тура · g1 білий слон | d7 чорний кінь · c6 чорна тура · e6 чорна тура · c5 чорний пішак · e5 чорний пішак · c4 білий пішак · d4 чорний король · e4 білий пішак · b3 чорний пішак · f3 чорний пішак · b2 білий король · f2 білий кінь · a1 білий ферзь · b1 білий кінь · f1 біла тура · g1 білий слон | d7 чорний кінь · c6 чорна тура · e6 чорна тура · c5 чорний пішак · e5 чорний пішак · c4 білий пішак · d4 чорний король · e4 білий пішак · b3 чорний пішак · f3 чорний пішак · b2 білий король · f2 білий кінь · a1 білий ферзь · b1 білий кінь · f1 біла тура · g1 білий слон | d7 чорний кінь · c6 чорна тура · e6 чорна тура · c5 чорний пішак · e5 чорний пішак · c4 білий пішак · d4 чорний король · e4 білий пішак · b3 чорний пішак · f3 чорний пішак · b2 білий король · f2 білий кінь · a1 білий ферзь · b1 білий кінь · f1 біла тура · g1 білий слон | d7 чорний кінь · c6 чорна тура · e6 чорна тура · c5 чорний пішак · e5 чорний пішак · c4 білий пішак · d4 чорний король · e4 білий пішак · b3 чорний пішак · f3 чорний пішак · b2 білий король · f2 білий кінь · a1 білий ферзь · b1 білий кінь · f1 біла тура · g1 білий слон | 2 |
| 1 | d7 чорний кінь · c6 чорна тура · e6 чорна тура · c5 чорний пішак · e5 чорний пішак · c4 білий пішак · d4 чорний король · e4 білий пішак · b3 чорний пішак · f3 чорний пішак · b2 білий король · f2 білий кінь · a1 білий ферзь · b1 білий кінь · f1 біла тура · g1 білий слон | d7 чорний кінь · c6 чорна тура · e6 чорна тура · c5 чорний пішак · e5 чорний пішак · c4 білий пішак · d4 чорний король · e4 білий пішак · b3 чорний пішак · f3 чорний пішак · b2 білий король · f2 білий кінь · a1 білий ферзь · b1 білий кінь · f1 біла тура · g1 білий слон | d7 чорний кінь · c6 чорна тура · e6 чорна тура · c5 чорний пішак · e5 чорний пішак · c4 білий пішак · d4 чорний король · e4 білий пішак · b3 чорний пішак · f3 чорний пішак · b2 білий король · f2 білий кінь · a1 білий ферзь · b1 білий кінь · f1 біла тура · g1 білий слон | d7 чорний кінь · c6 чорна тура · e6 чорна тура · c5 чорний пішак · e5 чорний пішак · c4 білий пішак · d4 чорний король · e4 білий пішак · b3 чорний пішак · f3 чорний пішак · b2 білий король · f2 білий кінь · a1 білий ферзь · b1 білий кінь · f1 біла тура · g1 білий слон | d7 чорний кінь · c6 чорна тура · e6 чорна тура · c5 чорний пішак · e5 чорний пішак · c4 білий пішак · d4 чорний король · e4 білий пішак · b3 чорний пішак · f3 чорний пішак · b2 білий король · f2 білий кінь · a1 білий ферзь · b1 білий кінь · f1 біла тура · g1 білий слон | d7 чорний кінь · c6 чорна тура · e6 чорна тура · c5 чорний пішак · e5 чорний пішак · c4 білий пішак · d4 чорний король · e4 білий пішак · b3 чорний пішак · f3 чорний пішак · b2 білий король · f2 білий кінь · a1 білий ферзь · b1 білий кінь · f1 біла тура · g1 білий слон | d7 чорний кінь · c6 чорна тура · e6 чорна тура · c5 чорний пішак · e5 чорний пішак · c4 білий пішак · d4 чорний король · e4 білий пішак · b3 чорний пішак · f3 чорний пішак · b2 білий король · f2 білий кінь · a1 білий ферзь · b1 білий кінь · f1 біла тура · g1 білий слон | d7 чорний кінь · c6 чорна тура · e6 чорна тура · c5 чорний пішак · e5 чорний пішак · c4 білий пішак · d4 чорний король · e4 білий пішак · b3 чорний пішак · f3 чорний пішак · b2 білий король · f2 білий кінь · a1 білий ферзь · b1 білий кінь · f1 біла тура · g1 білий слон | 1 |
|   | a | b | c | d | e | f | g | h |   |

|   | a | b | c | d | e | f | g | h |   |
| 8 | b7 чорний пішак · f7 чорний пішак · b6 чорний пішак · f6 чорний пішак · b5 білий пішак · f5 білий пішак · b4 білий кінь · c4 білий пішак · d4 чорний король · e4 білий пішак · f4 білий слон · b3 білий пішак · f3 білий пішак · b2 білий пішак · f2 білий пішак · b1 білий король · f1 чорний кінь | b7 чорний пішак · f7 чорний пішак · b6 чорний пішак · f6 чорний пішак · b5 білий пішак · f5 білий пішак · b4 білий кінь · c4 білий пішак · d4 чорний король · e4 білий пішак · f4 білий слон · b3 білий пішак · f3 білий пішак · b2 білий пішак · f2 білий пішак · b1 білий король · f1 чорний кінь | b7 чорний пішак · f7 чорний пішак · b6 чорний пішак · f6 чорний пішак · b5 білий пішак · f5 білий пішак · b4 білий кінь · c4 білий пішак · d4 чорний король · e4 білий пішак · f4 білий слон · b3 білий пішак · f3 білий пішак · b2 білий пішак · f2 білий пішак · b1 білий король · f1 чорний кінь | b7 чорний пішак · f7 чорний пішак · b6 чорний пішак · f6 чорний пішак · b5 білий пішак · f5 білий пішак · b4 білий кінь · c4 білий пішак · d4 чорний король · e4 білий пішак · f4 білий слон · b3 білий пішак · f3 білий пішак · b2 білий пішак · f2 білий пішак · b1 білий король · f1 чорний кінь | b7 чорний пішак · f7 чорний пішак · b6 чорний пішак · f6 чорний пішак · b5 білий пішак · f5 білий пішак · b4 білий кінь · c4 білий пішак · d4 чорний король · e4 білий пішак · f4 білий слон · b3 білий пішак · f3 білий пішак · b2 білий пішак · f2 білий пішак · b1 білий король · f1 чорний кінь | b7 чорний пішак · f7 чорний пішак · b6 чорний пішак · f6 чорний пішак · b5 білий пішак · f5 білий пішак · b4 білий кінь · c4 білий пішак · d4 чорний король · e4 білий пішак · f4 білий слон · b3 білий пішак · f3 білий пішак · b2 білий пішак · f2 білий пішак · b1 білий король · f1 чорний кінь | b7 чорний пішак · f7 чорний пішак · b6 чорний пішак · f6 чорний пішак · b5 білий пішак · f5 білий пішак · b4 білий кінь · c4 білий пішак · d4 чорний король · e4 білий пішак · f4 білий слон · b3 білий пішак · f3 білий пішак · b2 білий пішак · f2 білий пішак · b1 білий король · f1 чорний кінь | b7 чорний пішак · f7 чорний пішак · b6 чорний пішак · f6 чорний пішак · b5 білий пішак · f5 білий пішак · b4 білий кінь · c4 білий пішак · d4 чорний король · e4 білий пішак · f4 білий слон · b3 білий пішак · f3 білий пішак · b2 білий пішак · f2 білий пішак · b1 білий король · f1 чорний кінь | 8 |
| 7 | b7 чорний пішак · f7 чорний пішак · b6 чорний пішак · f6 чорний пішак · b5 білий пішак · f5 білий пішак · b4 білий кінь · c4 білий пішак · d4 чорний король · e4 білий пішак · f4 білий слон · b3 білий пішак · f3 білий пішак · b2 білий пішак · f2 білий пішак · b1 білий король · f1 чорний кінь | b7 чорний пішак · f7 чорний пішак · b6 чорний пішак · f6 чорний пішак · b5 білий пішак · f5 білий пішак · b4 білий кінь · c4 білий пішак · d4 чорний король · e4 білий пішак · f4 білий слон · b3 білий пішак · f3 білий пішак · b2 білий пішак · f2 білий пішак · b1 білий король · f1 чорний кінь | b7 чорний пішак · f7 чорний пішак · b6 чорний пішак · f6 чорний пішак · b5 білий пішак · f5 білий пішак · b4 білий кінь · c4 білий пішак · d4 чорний король · e4 білий пішак · f4 білий слон · b3 білий пішак · f3 білий пішак · b2 білий пішак · f2 білий пішак · b1 білий король · f1 чорний кінь | b7 чорний пішак · f7 чорний пішак · b6 чорний пішак · f6 чорний пішак · b5 білий пішак · f5 білий пішак · b4 білий кінь · c4 білий пішак · d4 чорний король · e4 білий пішак · f4 білий слон · b3 білий пішак · f3 білий пішак · b2 білий пішак · f2 білий пішак · b1 білий король · f1 чорний кінь | b7 чорний пішак · f7 чорний пішак · b6 чорний пішак · f6 чорний пішак · b5 білий пішак · f5 білий пішак · b4 білий кінь · c4 білий пішак · d4 чорний король · e4 білий пішак · f4 білий слон · b3 білий пішак · f3 білий пішак · b2 білий пішак · f2 білий пішак · b1 білий король · f1 чорний кінь | b7 чорний пішак · f7 чорний пішак · b6 чорний пішак · f6 чорний пішак · b5 білий пішак · f5 білий пішак · b4 білий кінь · c4 білий пішак · d4 чорний король · e4 білий пішак · f4 білий слон · b3 білий пішак · f3 білий пішак · b2 білий пішак · f2 білий пішак · b1 білий король · f1 чорний кінь | b7 чорний пішак · f7 чорний пішак · b6 чорний пішак · f6 чорний пішак · b5 білий пішак · f5 білий пішак · b4 білий кінь · c4 білий пішак · d4 чорний король · e4 білий пішак · f4 білий слон · b3 білий пішак · f3 білий пішак · b2 білий пішак · f2 білий пішак · b1 білий король · f1 чорний кінь | b7 чорний пішак · f7 чорний пішак · b6 чорний пішак · f6 чорний пішак · b5 білий пішак · f5 білий пішак · b4 білий кінь · c4 білий пішак · d4 чорний король · e4 білий пішак · f4 білий слон · b3 білий пішак · f3 білий пішак · b2 білий пішак · f2 білий пішак · b1 білий король · f1 чорний кінь | 7 |
| 6 | b7 чорний пішак · f7 чорний пішак · b6 чорний пішак · f6 чорний пішак · b5 білий пішак · f5 білий пішак · b4 білий кінь · c4 білий пішак · d4 чорний король · e4 білий пішак · f4 білий слон · b3 білий пішак · f3 білий пішак · b2 білий пішак · f2 білий пішак · b1 білий король · f1 чорний кінь | b7 чорний пішак · f7 чорний пішак · b6 чорний пішак · f6 чорний пішак · b5 білий пішак · f5 білий пішак · b4 білий кінь · c4 білий пішак · d4 чорний король · e4 білий пішак · f4 білий слон · b3 білий пішак · f3 білий пішак · b2 білий пішак · f2 білий пішак · b1 білий король · f1 чорний кінь | b7 чорний пішак · f7 чорний пішак · b6 чорний пішак · f6 чорний пішак · b5 білий пішак · f5 білий пішак · b4 білий кінь · c4 білий пішак · d4 чорний король · e4 білий пішак · f4 білий слон · b3 білий пішак · f3 білий пішак · b2 білий пішак · f2 білий пішак · b1 білий король · f1 чорний кінь | b7 чорний пішак · f7 чорний пішак · b6 чорний пішак · f6 чорний пішак · b5 білий пішак · f5 білий пішак · b4 білий кінь · c4 білий пішак · d4 чорний король · e4 білий пішак · f4 білий слон · b3 білий пішак · f3 білий пішак · b2 білий пішак · f2 білий пішак · b1 білий король · f1 чорний кінь | b7 чорний пішак · f7 чорний пішак · b6 чорний пішак · f6 чорний пішак · b5 білий пішак · f5 білий пішак · b4 білий кінь · c4 білий пішак · d4 чорний король · e4 білий пішак · f4 білий слон · b3 білий пішак · f3 білий пішак · b2 білий пішак · f2 білий пішак · b1 білий король · f1 чорний кінь | b7 чорний пішак · f7 чорний пішак · b6 чорний пішак · f6 чорний пішак · b5 білий пішак · f5 білий пішак · b4 білий кінь · c4 білий пішак · d4 чорний король · e4 білий пішак · f4 білий слон · b3 білий пішак · f3 білий пішак · b2 білий пішак · f2 білий пішак · b1 білий король · f1 чорний кінь | b7 чорний пішак · f7 чорний пішак · b6 чорний пішак · f6 чорний пішак · b5 білий пішак · f5 білий пішак · b4 білий кінь · c4 білий пішак · d4 чорний король · e4 білий пішак · f4 білий слон · b3 білий пішак · f3 білий пішак · b2 білий пішак · f2 білий пішак · b1 білий король · f1 чорний кінь | b7 чорний пішак · f7 чорний пішак · b6 чорний пішак · f6 чорний пішак · b5 білий пішак · f5 білий пішак · b4 білий кінь · c4 білий пішак · d4 чорний король · e4 білий пішак · f4 білий слон · b3 білий пішак · f3 білий пішак · b2 білий пішак · f2 білий пішак · b1 білий король · f1 чорний кінь | 6 |
| 5 | b7 чорний пішак · f7 чорний пішак · b6 чорний пішак · f6 чорний пішак · b5 білий пішак · f5 білий пішак · b4 білий кінь · c4 білий пішак · d4 чорний король · e4 білий пішак · f4 білий слон · b3 білий пішак · f3 білий пішак · b2 білий пішак · f2 білий пішак · b1 білий король · f1 чорний кінь | b7 чорний пішак · f7 чорний пішак · b6 чорний пішак · f6 чорний пішак · b5 білий пішак · f5 білий пішак · b4 білий кінь · c4 білий пішак · d4 чорний король · e4 білий пішак · f4 білий слон · b3 білий пішак · f3 білий пішак · b2 білий пішак · f2 білий пішак · b1 білий король · f1 чорний кінь | b7 чорний пішак · f7 чорний пішак · b6 чорний пішак · f6 чорний пішак · b5 білий пішак · f5 білий пішак · b4 білий кінь · c4 білий пішак · d4 чорний король · e4 білий пішак · f4 білий слон · b3 білий пішак · f3 білий пішак · b2 білий пішак · f2 білий пішак · b1 білий король · f1 чорний кінь | b7 чорний пішак · f7 чорний пішак · b6 чорний пішак · f6 чорний пішак · b5 білий пішак · f5 білий пішак · b4 білий кінь · c4 білий пішак · d4 чорний король · e4 білий пішак · f4 білий слон · b3 білий пішак · f3 білий пішак · b2 білий пішак · f2 білий пішак · b1 білий король · f1 чорний кінь | b7 чорний пішак · f7 чорний пішак · b6 чорний пішак · f6 чорний пішак · b5 білий пішак · f5 білий пішак · b4 білий кінь · c4 білий пішак · d4 чорний король · e4 білий пішак · f4 білий слон · b3 білий пішак · f3 білий пішак · b2 білий пішак · f2 білий пішак · b1 білий король · f1 чорний кінь | b7 чорний пішак · f7 чорний пішак · b6 чорний пішак · f6 чорний пішак · b5 білий пішак · f5 білий пішак · b4 білий кінь · c4 білий пішак · d4 чорний король · e4 білий пішак · f4 білий слон · b3 білий пішак · f3 білий пішак · b2 білий пішак · f2 білий пішак · b1 білий король · f1 чорний кінь | b7 чорний пішак · f7 чорний пішак · b6 чорний пішак · f6 чорний пішак · b5 білий пішак · f5 білий пішак · b4 білий кінь · c4 білий пішак · d4 чорний король · e4 білий пішак · f4 білий слон · b3 білий пішак · f3 білий пішак · b2 білий пішак · f2 білий пішак · b1 білий король · f1 чорний кінь | b7 чорний пішак · f7 чорний пішак · b6 чорний пішак · f6 чорний пішак · b5 білий пішак · f5 білий пішак · b4 білий кінь · c4 білий пішак · d4 чорний король · e4 білий пішак · f4 білий слон · b3 білий пішак · f3 білий пішак · b2 білий пішак · f2 білий пішак · b1 білий король · f1 чорний кінь | 5 |
| 4 | b7 чорний пішак · f7 чорний пішак · b6 чорний пішак · f6 чорний пішак · b5 білий пішак · f5 білий пішак · b4 білий кінь · c4 білий пішак · d4 чорний король · e4 білий пішак · f4 білий слон · b3 білий пішак · f3 білий пішак · b2 білий пішак · f2 білий пішак · b1 білий король · f1 чорний кінь | b7 чорний пішак · f7 чорний пішак · b6 чорний пішак · f6 чорний пішак · b5 білий пішак · f5 білий пішак · b4 білий кінь · c4 білий пішак · d4 чорний король · e4 білий пішак · f4 білий слон · b3 білий пішак · f3 білий пішак · b2 білий пішак · f2 білий пішак · b1 білий король · f1 чорний кінь | b7 чорний пішак · f7 чорний пішак · b6 чорний пішак · f6 чорний пішак · b5 білий пішак · f5 білий пішак · b4 білий кінь · c4 білий пішак · d4 чорний король · e4 білий пішак · f4 білий слон · b3 білий пішак · f3 білий пішак · b2 білий пішак · f2 білий пішак · b1 білий король · f1 чорний кінь | b7 чорний пішак · f7 чорний пішак · b6 чорний пішак · f6 чорний пішак · b5 білий пішак · f5 білий пішак · b4 білий кінь · c4 білий пішак · d4 чорний король · e4 білий пішак · f4 білий слон · b3 білий пішак · f3 білий пішак · b2 білий пішак · f2 білий пішак · b1 білий король · f1 чорний кінь | b7 чорний пішак · f7 чорний пішак · b6 чорний пішак · f6 чорний пішак · b5 білий пішак · f5 білий пішак · b4 білий кінь · c4 білий пішак · d4 чорний король · e4 білий пішак · f4 білий слон · b3 білий пішак · f3 білий пішак · b2 білий пішак · f2 білий пішак · b1 білий король · f1 чорний кінь | b7 чорний пішак · f7 чорний пішак · b6 чорний пішак · f6 чорний пішак · b5 білий пішак · f5 білий пішак · b4 білий кінь · c4 білий пішак · d4 чорний король · e4 білий пішак · f4 білий слон · b3 білий пішак · f3 білий пішак · b2 білий пішак · f2 білий пішак · b1 білий король · f1 чорний кінь | b7 чорний пішак · f7 чорний пішак · b6 чорний пішак · f6 чорний пішак · b5 білий пішак · f5 білий пішак · b4 білий кінь · c4 білий пішак · d4 чорний король · e4 білий пішак · f4 білий слон · b3 білий пішак · f3 білий пішак · b2 білий пішак · f2 білий пішак · b1 білий король · f1 чорний кінь | b7 чорний пішак · f7 чорний пішак · b6 чорний пішак · f6 чорний пішак · b5 білий пішак · f5 білий пішак · b4 білий кінь · c4 білий пішак · d4 чорний король · e4 білий пішак · f4 білий слон · b3 білий пішак · f3 білий пішак · b2 білий пішак · f2 білий пішак · b1 білий король · f1 чорний кінь | 4 |
| 3 | b7 чорний пішак · f7 чорний пішак · b6 чорний пішак · f6 чорний пішак · b5 білий пішак · f5 білий пішак · b4 білий кінь · c4 білий пішак · d4 чорний король · e4 білий пішак · f4 білий слон · b3 білий пішак · f3 білий пішак · b2 білий пішак · f2 білий пішак · b1 білий король · f1 чорний кінь | b7 чорний пішак · f7 чорний пішак · b6 чорний пішак · f6 чорний пішак · b5 білий пішак · f5 білий пішак · b4 білий кінь · c4 білий пішак · d4 чорний король · e4 білий пішак · f4 білий слон · b3 білий пішак · f3 білий пішак · b2 білий пішак · f2 білий пішак · b1 білий король · f1 чорний кінь | b7 чорний пішак · f7 чорний пішак · b6 чорний пішак · f6 чорний пішак · b5 білий пішак · f5 білий пішак · b4 білий кінь · c4 білий пішак · d4 чорний король · e4 білий пішак · f4 білий слон · b3 білий пішак · f3 білий пішак · b2 білий пішак · f2 білий пішак · b1 білий король · f1 чорний кінь | b7 чорний пішак · f7 чорний пішак · b6 чорний пішак · f6 чорний пішак · b5 білий пішак · f5 білий пішак · b4 білий кінь · c4 білий пішак · d4 чорний король · e4 білий пішак · f4 білий слон · b3 білий пішак · f3 білий пішак · b2 білий пішак · f2 білий пішак · b1 білий король · f1 чорний кінь | b7 чорний пішак · f7 чорний пішак · b6 чорний пішак · f6 чорний пішак · b5 білий пішак · f5 білий пішак · b4 білий кінь · c4 білий пішак · d4 чорний король · e4 білий пішак · f4 білий слон · b3 білий пішак · f3 білий пішак · b2 білий пішак · f2 білий пішак · b1 білий король · f1 чорний кінь | b7 чорний пішак · f7 чорний пішак · b6 чорний пішак · f6 чорний пішак · b5 білий пішак · f5 білий пішак · b4 білий кінь · c4 білий пішак · d4 чорний король · e4 білий пішак · f4 білий слон · b3 білий пішак · f3 білий пішак · b2 білий пішак · f2 білий пішак · b1 білий король · f1 чорний кінь | b7 чорний пішак · f7 чорний пішак · b6 чорний пішак · f6 чорний пішак · b5 білий пішак · f5 білий пішак · b4 білий кінь · c4 білий пішак · d4 чорний король · e4 білий пішак · f4 білий слон · b3 білий пішак · f3 білий пішак · b2 білий пішак · f2 білий пішак · b1 білий король · f1 чорний кінь | b7 чорний пішак · f7 чорний пішак · b6 чорний пішак · f6 чорний пішак · b5 білий пішак · f5 білий пішак · b4 білий кінь · c4 білий пішак · d4 чорний король · e4 білий пішак · f4 білий слон · b3 білий пішак · f3 білий пішак · b2 білий пішак · f2 білий пішак · b1 білий король · f1 чорний кінь | 3 |
| 2 | b7 чорний пішак · f7 чорний пішак · b6 чорний пішак · f6 чорний пішак · b5 білий пішак · f5 білий пішак · b4 білий кінь · c4 білий пішак · d4 чорний король · e4 білий пішак · f4 білий слон · b3 білий пішак · f3 білий пішак · b2 білий пішак · f2 білий пішак · b1 білий король · f1 чорний кінь | b7 чорний пішак · f7 чорний пішак · b6 чорний пішак · f6 чорний пішак · b5 білий пішак · f5 білий пішак · b4 білий кінь · c4 білий пішак · d4 чорний король · e4 білий пішак · f4 білий слон · b3 білий пішак · f3 білий пішак · b2 білий пішак · f2 білий пішак · b1 білий король · f1 чорний кінь | b7 чорний пішак · f7 чорний пішак · b6 чорний пішак · f6 чорний пішак · b5 білий пішак · f5 білий пішак · b4 білий кінь · c4 білий пішак · d4 чорний король · e4 білий пішак · f4 білий слон · b3 білий пішак · f3 білий пішак · b2 білий пішак · f2 білий пішак · b1 білий король · f1 чорний кінь | b7 чорний пішак · f7 чорний пішак · b6 чорний пішак · f6 чорний пішак · b5 білий пішак · f5 білий пішак · b4 білий кінь · c4 білий пішак · d4 чорний король · e4 білий пішак · f4 білий слон · b3 білий пішак · f3 білий пішак · b2 білий пішак · f2 білий пішак · b1 білий король · f1 чорний кінь | b7 чорний пішак · f7 чорний пішак · b6 чорний пішак · f6 чорний пішак · b5 білий пішак · f5 білий пішак · b4 білий кінь · c4 білий пішак · d4 чорний король · e4 білий пішак · f4 білий слон · b3 білий пішак · f3 білий пішак · b2 білий пішак · f2 білий пішак · b1 білий король · f1 чорний кінь | b7 чорний пішак · f7 чорний пішак · b6 чорний пішак · f6 чорний пішак · b5 білий пішак · f5 білий пішак · b4 білий кінь · c4 білий пішак · d4 чорний король · e4 білий пішак · f4 білий слон · b3 білий пішак · f3 білий пішак · b2 білий пішак · f2 білий пішак · b1 білий король · f1 чорний кінь | b7 чорний пішак · f7 чорний пішак · b6 чорний пішак · f6 чорний пішак · b5 білий пішак · f5 білий пішак · b4 білий кінь · c4 білий пішак · d4 чорний король · e4 білий пішак · f4 білий слон · b3 білий пішак · f3 білий пішак · b2 білий пішак · f2 білий пішак · b1 білий король · f1 чорний кінь | b7 чорний пішак · f7 чорний пішак · b6 чорний пішак · f6 чорний пішак · b5 білий пішак · f5 білий пішак · b4 білий кінь · c4 білий пішак · d4 чорний король · e4 білий пішак · f4 білий слон · b3 білий пішак · f3 білий пішак · b2 білий пішак · f2 білий пішак · b1 білий король · f1 чорний кінь | 2 |
| 1 | b7 чорний пішак · f7 чорний пішак · b6 чорний пішак · f6 чорний пішак · b5 білий пішак · f5 білий пішак · b4 білий кінь · c4 білий пішак · d4 чорний король · e4 білий пішак · f4 білий слон · b3 білий пішак · f3 білий пішак · b2 білий пішак · f2 білий пішак · b1 білий король · f1 чорний кінь | b7 чорний пішак · f7 чорний пішак · b6 чорний пішак · f6 чорний пішак · b5 білий пішак · f5 білий пішак · b4 білий кінь · c4 білий пішак · d4 чорний король · e4 білий пішак · f4 білий слон · b3 білий пішак · f3 білий пішак · b2 білий пішак · f2 білий пішак · b1 білий король · f1 чорний кінь | b7 чорний пішак · f7 чорний пішак · b6 чорний пішак · f6 чорний пішак · b5 білий пішак · f5 білий пішак · b4 білий кінь · c4 білий пішак · d4 чорний король · e4 білий пішак · f4 білий слон · b3 білий пішак · f3 білий пішак · b2 білий пішак · f2 білий пішак · b1 білий король · f1 чорний кінь | b7 чорний пішак · f7 чорний пішак · b6 чорний пішак · f6 чорний пішак · b5 білий пішак · f5 білий пішак · b4 білий кінь · c4 білий пішак · d4 чорний король · e4 білий пішак · f4 білий слон · b3 білий пішак · f3 білий пішак · b2 білий пішак · f2 білий пішак · b1 білий король · f1 чорний кінь | b7 чорний пішак · f7 чорний пішак · b6 чорний пішак · f6 чорний пішак · b5 білий пішак · f5 білий пішак · b4 білий кінь · c4 білий пішак · d4 чорний король · e4 білий пішак · f4 білий слон · b3 білий пішак · f3 білий пішак · b2 білий пішак · f2 білий пішак · b1 білий король · f1 чорний кінь | b7 чорний пішак · f7 чорний пішак · b6 чорний пішак · f6 чорний пішак · b5 білий пішак · f5 білий пішак · b4 білий кінь · c4 білий пішак · d4 чорний король · e4 білий пішак · f4 білий слон · b3 білий пішак · f3 білий пішак · b2 білий пішак · f2 білий пішак · b1 білий король · f1 чорний кінь | b7 чорний пішак · f7 чорний пішак · b6 чорний пішак · f6 чорний пішак · b5 білий пішак · f5 білий пішак · b4 білий кінь · c4 білий пішак · d4 чорний король · e4 білий пішак · f4 білий слон · b3 білий пішак · f3 білий пішак · b2 білий пішак · f2 білий пішак · b1 білий король · f1 чорний кінь | b7 чорний пішак · f7 чорний пішак · b6 чорний пішак · f6 чорний пішак · b5 білий пішак · f5 білий пішак · b4 білий кінь · c4 білий пішак · d4 чорний король · e4 білий пішак · f4 білий слон · b3 білий пішак · f3 білий пішак · b2 білий пішак · f2 білий пішак · b1 білий король · f1 чорний кінь | 1 |
|   | a | b | c | d | e | f | g | h |   |

|   | a | b | c | d | e | f | g | h |   |
| 8 | b7 чорний пішак · c7 чорний пішак · d7 чорний кінь · e7 чорна тура · f7 чорний пішак · g7 чорний пішак · h7 чорний пішак · b6 чорний слон · e6 чорний король · h6 чорний кінь · e5 білий кінь · e4 біла тура · e3 білий кінь · e2 білий ферзь · e1 білий король | b7 чорний пішак · c7 чорний пішак · d7 чорний кінь · e7 чорна тура · f7 чорний пішак · g7 чорний пішак · h7 чорний пішак · b6 чорний слон · e6 чорний король · h6 чорний кінь · e5 білий кінь · e4 біла тура · e3 білий кінь · e2 білий ферзь · e1 білий король | b7 чорний пішак · c7 чорний пішак · d7 чорний кінь · e7 чорна тура · f7 чорний пішак · g7 чорний пішак · h7 чорний пішак · b6 чорний слон · e6 чорний король · h6 чорний кінь · e5 білий кінь · e4 біла тура · e3 білий кінь · e2 білий ферзь · e1 білий король | b7 чорний пішак · c7 чорний пішак · d7 чорний кінь · e7 чорна тура · f7 чорний пішак · g7 чорний пішак · h7 чорний пішак · b6 чорний слон · e6 чорний король · h6 чорний кінь · e5 білий кінь · e4 біла тура · e3 білий кінь · e2 білий ферзь · e1 білий король | b7 чорний пішак · c7 чорний пішак · d7 чорний кінь · e7 чорна тура · f7 чорний пішак · g7 чорний пішак · h7 чорний пішак · b6 чорний слон · e6 чорний король · h6 чорний кінь · e5 білий кінь · e4 біла тура · e3 білий кінь · e2 білий ферзь · e1 білий король | b7 чорний пішак · c7 чорний пішак · d7 чорний кінь · e7 чорна тура · f7 чорний пішак · g7 чорний пішак · h7 чорний пішак · b6 чорний слон · e6 чорний король · h6 чорний кінь · e5 білий кінь · e4 біла тура · e3 білий кінь · e2 білий ферзь · e1 білий король | b7 чорний пішак · c7 чорний пішак · d7 чорний кінь · e7 чорна тура · f7 чорний пішак · g7 чорний пішак · h7 чорний пішак · b6 чорний слон · e6 чорний король · h6 чорний кінь · e5 білий кінь · e4 біла тура · e3 білий кінь · e2 білий ферзь · e1 білий король | b7 чорний пішак · c7 чорний пішак · d7 чорний кінь · e7 чорна тура · f7 чорний пішак · g7 чорний пішак · h7 чорний пішак · b6 чорний слон · e6 чорний король · h6 чорний кінь · e5 білий кінь · e4 біла тура · e3 білий кінь · e2 білий ферзь · e1 білий король | 8 |
| 7 | b7 чорний пішак · c7 чорний пішак · d7 чорний кінь · e7 чорна тура · f7 чорний пішак · g7 чорний пішак · h7 чорний пішак · b6 чорний слон · e6 чорний король · h6 чорний кінь · e5 білий кінь · e4 біла тура · e3 білий кінь · e2 білий ферзь · e1 білий король | b7 чорний пішак · c7 чорний пішак · d7 чорний кінь · e7 чорна тура · f7 чорний пішак · g7 чорний пішак · h7 чорний пішак · b6 чорний слон · e6 чорний король · h6 чорний кінь · e5 білий кінь · e4 біла тура · e3 білий кінь · e2 білий ферзь · e1 білий король | b7 чорний пішак · c7 чорний пішак · d7 чорний кінь · e7 чорна тура · f7 чорний пішак · g7 чорний пішак · h7 чорний пішак · b6 чорний слон · e6 чорний король · h6 чорний кінь · e5 білий кінь · e4 біла тура · e3 білий кінь · e2 білий ферзь · e1 білий король | b7 чорний пішак · c7 чорний пішак · d7 чорний кінь · e7 чорна тура · f7 чорний пішак · g7 чорний пішак · h7 чорний пішак · b6 чорний слон · e6 чорний король · h6 чорний кінь · e5 білий кінь · e4 біла тура · e3 білий кінь · e2 білий ферзь · e1 білий король | b7 чорний пішак · c7 чорний пішак · d7 чорний кінь · e7 чорна тура · f7 чорний пішак · g7 чорний пішак · h7 чорний пішак · b6 чорний слон · e6 чорний король · h6 чорний кінь · e5 білий кінь · e4 біла тура · e3 білий кінь · e2 білий ферзь · e1 білий король | b7 чорний пішак · c7 чорний пішак · d7 чорний кінь · e7 чорна тура · f7 чорний пішак · g7 чорний пішак · h7 чорний пішак · b6 чорний слон · e6 чорний король · h6 чорний кінь · e5 білий кінь · e4 біла тура · e3 білий кінь · e2 білий ферзь · e1 білий король | b7 чорний пішак · c7 чорний пішак · d7 чорний кінь · e7 чорна тура · f7 чорний пішак · g7 чорний пішак · h7 чорний пішак · b6 чорний слон · e6 чорний король · h6 чорний кінь · e5 білий кінь · e4 біла тура · e3 білий кінь · e2 білий ферзь · e1 білий король | b7 чорний пішак · c7 чорний пішак · d7 чорний кінь · e7 чорна тура · f7 чорний пішак · g7 чорний пішак · h7 чорний пішак · b6 чорний слон · e6 чорний король · h6 чорний кінь · e5 білий кінь · e4 біла тура · e3 білий кінь · e2 білий ферзь · e1 білий король | 7 |
| 6 | b7 чорний пішак · c7 чорний пішак · d7 чорний кінь · e7 чорна тура · f7 чорний пішак · g7 чорний пішак · h7 чорний пішак · b6 чорний слон · e6 чорний король · h6 чорний кінь · e5 білий кінь · e4 біла тура · e3 білий кінь · e2 білий ферзь · e1 білий король | b7 чорний пішак · c7 чорний пішак · d7 чорний кінь · e7 чорна тура · f7 чорний пішак · g7 чорний пішак · h7 чорний пішак · b6 чорний слон · e6 чорний король · h6 чорний кінь · e5 білий кінь · e4 біла тура · e3 білий кінь · e2 білий ферзь · e1 білий король | b7 чорний пішак · c7 чорний пішак · d7 чорний кінь · e7 чорна тура · f7 чорний пішак · g7 чорний пішак · h7 чорний пішак · b6 чорний слон · e6 чорний король · h6 чорний кінь · e5 білий кінь · e4 біла тура · e3 білий кінь · e2 білий ферзь · e1 білий король | b7 чорний пішак · c7 чорний пішак · d7 чорний кінь · e7 чорна тура · f7 чорний пішак · g7 чорний пішак · h7 чорний пішак · b6 чорний слон · e6 чорний король · h6 чорний кінь · e5 білий кінь · e4 біла тура · e3 білий кінь · e2 білий ферзь · e1 білий король | b7 чорний пішак · c7 чорний пішак · d7 чорний кінь · e7 чорна тура · f7 чорний пішак · g7 чорний пішак · h7 чорний пішак · b6 чорний слон · e6 чорний король · h6 чорний кінь · e5 білий кінь · e4 біла тура · e3 білий кінь · e2 білий ферзь · e1 білий король | b7 чорний пішак · c7 чорний пішак · d7 чорний кінь · e7 чорна тура · f7 чорний пішак · g7 чорний пішак · h7 чорний пішак · b6 чорний слон · e6 чорний король · h6 чорний кінь · e5 білий кінь · e4 біла тура · e3 білий кінь · e2 білий ферзь · e1 білий король | b7 чорний пішак · c7 чорний пішак · d7 чорний кінь · e7 чорна тура · f7 чорний пішак · g7 чорний пішак · h7 чорний пішак · b6 чорний слон · e6 чорний король · h6 чорний кінь · e5 білий кінь · e4 біла тура · e3 білий кінь · e2 білий ферзь · e1 білий король | b7 чорний пішак · c7 чорний пішак · d7 чорний кінь · e7 чорна тура · f7 чорний пішак · g7 чорний пішак · h7 чорний пішак · b6 чорний слон · e6 чорний король · h6 чорний кінь · e5 білий кінь · e4 біла тура · e3 білий кінь · e2 білий ферзь · e1 білий король | 6 |
| 5 | b7 чорний пішак · c7 чорний пішак · d7 чорний кінь · e7 чорна тура · f7 чорний пішак · g7 чорний пішак · h7 чорний пішак · b6 чорний слон · e6 чорний король · h6 чорний кінь · e5 білий кінь · e4 біла тура · e3 білий кінь · e2 білий ферзь · e1 білий король | b7 чорний пішак · c7 чорний пішак · d7 чорний кінь · e7 чорна тура · f7 чорний пішак · g7 чорний пішак · h7 чорний пішак · b6 чорний слон · e6 чорний король · h6 чорний кінь · e5 білий кінь · e4 біла тура · e3 білий кінь · e2 білий ферзь · e1 білий король | b7 чорний пішак · c7 чорний пішак · d7 чорний кінь · e7 чорна тура · f7 чорний пішак · g7 чорний пішак · h7 чорний пішак · b6 чорний слон · e6 чорний король · h6 чорний кінь · e5 білий кінь · e4 біла тура · e3 білий кінь · e2 білий ферзь · e1 білий король | b7 чорний пішак · c7 чорний пішак · d7 чорний кінь · e7 чорна тура · f7 чорний пішак · g7 чорний пішак · h7 чорний пішак · b6 чорний слон · e6 чорний король · h6 чорний кінь · e5 білий кінь · e4 біла тура · e3 білий кінь · e2 білий ферзь · e1 білий король | b7 чорний пішак · c7 чорний пішак · d7 чорний кінь · e7 чорна тура · f7 чорний пішак · g7 чорний пішак · h7 чорний пішак · b6 чорний слон · e6 чорний король · h6 чорний кінь · e5 білий кінь · e4 біла тура · e3 білий кінь · e2 білий ферзь · e1 білий король | b7 чорний пішак · c7 чорний пішак · d7 чорний кінь · e7 чорна тура · f7 чорний пішак · g7 чорний пішак · h7 чорний пішак · b6 чорний слон · e6 чорний король · h6 чорний кінь · e5 білий кінь · e4 біла тура · e3 білий кінь · e2 білий ферзь · e1 білий король | b7 чорний пішак · c7 чорний пішак · d7 чорний кінь · e7 чорна тура · f7 чорний пішак · g7 чорний пішак · h7 чорний пішак · b6 чорний слон · e6 чорний король · h6 чорний кінь · e5 білий кінь · e4 біла тура · e3 білий кінь · e2 білий ферзь · e1 білий король | b7 чорний пішак · c7 чорний пішак · d7 чорний кінь · e7 чорна тура · f7 чорний пішак · g7 чорний пішак · h7 чорний пішак · b6 чорний слон · e6 чорний король · h6 чорний кінь · e5 білий кінь · e4 біла тура · e3 білий кінь · e2 білий ферзь · e1 білий король | 5 |
| 4 | b7 чорний пішак · c7 чорний пішак · d7 чорний кінь · e7 чорна тура · f7 чорний пішак · g7 чорний пішак · h7 чорний пішак · b6 чорний слон · e6 чорний король · h6 чорний кінь · e5 білий кінь · e4 біла тура · e3 білий кінь · e2 білий ферзь · e1 білий король | b7 чорний пішак · c7 чорний пішак · d7 чорний кінь · e7 чорна тура · f7 чорний пішак · g7 чорний пішак · h7 чорний пішак · b6 чорний слон · e6 чорний король · h6 чорний кінь · e5 білий кінь · e4 біла тура · e3 білий кінь · e2 білий ферзь · e1 білий король | b7 чорний пішак · c7 чорний пішак · d7 чорний кінь · e7 чорна тура · f7 чорний пішак · g7 чорний пішак · h7 чорний пішак · b6 чорний слон · e6 чорний король · h6 чорний кінь · e5 білий кінь · e4 біла тура · e3 білий кінь · e2 білий ферзь · e1 білий король | b7 чорний пішак · c7 чорний пішак · d7 чорний кінь · e7 чорна тура · f7 чорний пішак · g7 чорний пішак · h7 чорний пішак · b6 чорний слон · e6 чорний король · h6 чорний кінь · e5 білий кінь · e4 біла тура · e3 білий кінь · e2 білий ферзь · e1 білий король | b7 чорний пішак · c7 чорний пішак · d7 чорний кінь · e7 чорна тура · f7 чорний пішак · g7 чорний пішак · h7 чорний пішак · b6 чорний слон · e6 чорний король · h6 чорний кінь · e5 білий кінь · e4 біла тура · e3 білий кінь · e2 білий ферзь · e1 білий король | b7 чорний пішак · c7 чорний пішак · d7 чорний кінь · e7 чорна тура · f7 чорний пішак · g7 чорний пішак · h7 чорний пішак · b6 чорний слон · e6 чорний король · h6 чорний кінь · e5 білий кінь · e4 біла тура · e3 білий кінь · e2 білий ферзь · e1 білий король | b7 чорний пішак · c7 чорний пішак · d7 чорний кінь · e7 чорна тура · f7 чорний пішак · g7 чорний пішак · h7 чорний пішак · b6 чорний слон · e6 чорний король · h6 чорний кінь · e5 білий кінь · e4 біла тура · e3 білий кінь · e2 білий ферзь · e1 білий король | b7 чорний пішак · c7 чорний пішак · d7 чорний кінь · e7 чорна тура · f7 чорний пішак · g7 чорний пішак · h7 чорний пішак · b6 чорний слон · e6 чорний король · h6 чорний кінь · e5 білий кінь · e4 біла тура · e3 білий кінь · e2 білий ферзь · e1 білий король | 4 |
| 3 | b7 чорний пішак · c7 чорний пішак · d7 чорний кінь · e7 чорна тура · f7 чорний пішак · g7 чорний пішак · h7 чорний пішак · b6 чорний слон · e6 чорний король · h6 чорний кінь · e5 білий кінь · e4 біла тура · e3 білий кінь · e2 білий ферзь · e1 білий король | b7 чорний пішак · c7 чорний пішак · d7 чорний кінь · e7 чорна тура · f7 чорний пішак · g7 чорний пішак · h7 чорний пішак · b6 чорний слон · e6 чорний король · h6 чорний кінь · e5 білий кінь · e4 біла тура · e3 білий кінь · e2 білий ферзь · e1 білий король | b7 чорний пішак · c7 чорний пішак · d7 чорний кінь · e7 чорна тура · f7 чорний пішак · g7 чорний пішак · h7 чорний пішак · b6 чорний слон · e6 чорний король · h6 чорний кінь · e5 білий кінь · e4 біла тура · e3 білий кінь · e2 білий ферзь · e1 білий король | b7 чорний пішак · c7 чорний пішак · d7 чорний кінь · e7 чорна тура · f7 чорний пішак · g7 чорний пішак · h7 чорний пішак · b6 чорний слон · e6 чорний король · h6 чорний кінь · e5 білий кінь · e4 біла тура · e3 білий кінь · e2 білий ферзь · e1 білий король | b7 чорний пішак · c7 чорний пішак · d7 чорний кінь · e7 чорна тура · f7 чорний пішак · g7 чорний пішак · h7 чорний пішак · b6 чорний слон · e6 чорний король · h6 чорний кінь · e5 білий кінь · e4 біла тура · e3 білий кінь · e2 білий ферзь · e1 білий король | b7 чорний пішак · c7 чорний пішак · d7 чорний кінь · e7 чорна тура · f7 чорний пішак · g7 чорний пішак · h7 чорний пішак · b6 чорний слон · e6 чорний король · h6 чорний кінь · e5 білий кінь · e4 біла тура · e3 білий кінь · e2 білий ферзь · e1 білий король | b7 чорний пішак · c7 чорний пішак · d7 чорний кінь · e7 чорна тура · f7 чорний пішак · g7 чорний пішак · h7 чорний пішак · b6 чорний слон · e6 чорний король · h6 чорний кінь · e5 білий кінь · e4 біла тура · e3 білий кінь · e2 білий ферзь · e1 білий король | b7 чорний пішак · c7 чорний пішак · d7 чорний кінь · e7 чорна тура · f7 чорний пішак · g7 чорний пішак · h7 чорний пішак · b6 чорний слон · e6 чорний король · h6 чорний кінь · e5 білий кінь · e4 біла тура · e3 білий кінь · e2 білий ферзь · e1 білий король | 3 |
| 2 | b7 чорний пішак · c7 чорний пішак · d7 чорний кінь · e7 чорна тура · f7 чорний пішак · g7 чорний пішак · h7 чорний пішак · b6 чорний слон · e6 чорний король · h6 чорний кінь · e5 білий кінь · e4 біла тура · e3 білий кінь · e2 білий ферзь · e1 білий король | b7 чорний пішак · c7 чорний пішак · d7 чорний кінь · e7 чорна тура · f7 чорний пішак · g7 чорний пішак · h7 чорний пішак · b6 чорний слон · e6 чорний король · h6 чорний кінь · e5 білий кінь · e4 біла тура · e3 білий кінь · e2 білий ферзь · e1 білий король | b7 чорний пішак · c7 чорний пішак · d7 чорний кінь · e7 чорна тура · f7 чорний пішак · g7 чорний пішак · h7 чорний пішак · b6 чорний слон · e6 чорний король · h6 чорний кінь · e5 білий кінь · e4 біла тура · e3 білий кінь · e2 білий ферзь · e1 білий король | b7 чорний пішак · c7 чорний пішак · d7 чорний кінь · e7 чорна тура · f7 чорний пішак · g7 чорний пішак · h7 чорний пішак · b6 чорний слон · e6 чорний король · h6 чорний кінь · e5 білий кінь · e4 біла тура · e3 білий кінь · e2 білий ферзь · e1 білий король | b7 чорний пішак · c7 чорний пішак · d7 чорний кінь · e7 чорна тура · f7 чорний пішак · g7 чорний пішак · h7 чорний пішак · b6 чорний слон · e6 чорний король · h6 чорний кінь · e5 білий кінь · e4 біла тура · e3 білий кінь · e2 білий ферзь · e1 білий король | b7 чорний пішак · c7 чорний пішак · d7 чорний кінь · e7 чорна тура · f7 чорний пішак · g7 чорний пішак · h7 чорний пішак · b6 чорний слон · e6 чорний король · h6 чорний кінь · e5 білий кінь · e4 біла тура · e3 білий кінь · e2 білий ферзь · e1 білий король | b7 чорний пішак · c7 чорний пішак · d7 чорний кінь · e7 чорна тура · f7 чорний пішак · g7 чорний пішак · h7 чорний пішак · b6 чорний слон · e6 чорний король · h6 чорний кінь · e5 білий кінь · e4 біла тура · e3 білий кінь · e2 білий ферзь · e1 білий король | b7 чорний пішак · c7 чорний пішак · d7 чорний кінь · e7 чорна тура · f7 чорний пішак · g7 чорний пішак · h7 чорний пішак · b6 чорний слон · e6 чорний король · h6 чорний кінь · e5 білий кінь · e4 біла тура · e3 білий кінь · e2 білий ферзь · e1 білий король | 2 |
| 1 | b7 чорний пішак · c7 чорний пішак · d7 чорний кінь · e7 чорна тура · f7 чорний пішак · g7 чорний пішак · h7 чорний пішак · b6 чорний слон · e6 чорний король · h6 чорний кінь · e5 білий кінь · e4 біла тура · e3 білий кінь · e2 білий ферзь · e1 білий король | b7 чорний пішак · c7 чорний пішак · d7 чорний кінь · e7 чорна тура · f7 чорний пішак · g7 чорний пішак · h7 чорний пішак · b6 чорний слон · e6 чорний король · h6 чорний кінь · e5 білий кінь · e4 біла тура · e3 білий кінь · e2 білий ферзь · e1 білий король | b7 чорний пішак · c7 чорний пішак · d7 чорний кінь · e7 чорна тура · f7 чорний пішак · g7 чорний пішак · h7 чорний пішак · b6 чорний слон · e6 чорний король · h6 чорний кінь · e5 білий кінь · e4 біла тура · e3 білий кінь · e2 білий ферзь · e1 білий король | b7 чорний пішак · c7 чорний пішак · d7 чорний кінь · e7 чорна тура · f7 чорний пішак · g7 чорний пішак · h7 чорний пішак · b6 чорний слон · e6 чорний король · h6 чорний кінь · e5 білий кінь · e4 біла тура · e3 білий кінь · e2 білий ферзь · e1 білий король | b7 чорний пішак · c7 чорний пішак · d7 чорний кінь · e7 чорна тура · f7 чорний пішак · g7 чорний пішак · h7 чорний пішак · b6 чорний слон · e6 чорний король · h6 чорний кінь · e5 білий кінь · e4 біла тура · e3 білий кінь · e2 білий ферзь · e1 білий король | b7 чорний пішак · c7 чорний пішак · d7 чорний кінь · e7 чорна тура · f7 чорний пішак · g7 чорний пішак · h7 чорний пішак · b6 чорний слон · e6 чорний король · h6 чорний кінь · e5 білий кінь · e4 біла тура · e3 білий кінь · e2 білий ферзь · e1 білий король | b7 чорний пішак · c7 чорний пішак · d7 чорний кінь · e7 чорна тура · f7 чорний пішак · g7 чорний пішак · h7 чорний пішак · b6 чорний слон · e6 чорний король · h6 чорний кінь · e5 білий кінь · e4 біла тура · e3 білий кінь · e2 білий ферзь · e1 білий король | b7 чорний пішак · c7 чорний пішак · d7 чорний кінь · e7 чорна тура · f7 чорний пішак · g7 чорний пішак · h7 чорний пішак · b6 чорний слон · e6 чорний король · h6 чорний кінь · e5 білий кінь · e4 біла тура · e3 білий кінь · e2 білий ферзь · e1 білий король | 1 |
|   | a | b | c | d | e | f | g | h |   |

З М І С Т
ПРО «ШАХОВИЙ КАЛЕЙДОСКОП»
Частина І. ОДИНАДЦЯТЬ ШАХОВИХ СТОРІНОК
Сторінка    1. Шаховий живопис
Сторінка    2. Геометрія шахівниці
Сторінка    3. Симетрія в шахах
Сторінка    4. Стародавній мат
Сторінка    5. Сорок квартетів
Сторінка    6. Тріо і дуети
Сторінка    7. Подорож у минуле
Сторінка    8. У світі головоломок
Сторінка    9. Дві вирішальні партії
Сторінка    10. 30 матчів на першість світу
Сторінка    11. Матч в Мерано
Частина 2.ЕОМ ЗА ШАХІВНИЦЕЮ
Шахи допомагають науці
Машина вчиться грати
Сучасні ідеї шахового програмування
Граючі програми      
Змагання з участю машин
ЕОМ аналізує ендшпіль      
ЕОМ розв'язує задачі 
Частина 3. П'ЯТНАДЦЯТЬ КРАЩИХ ПАРТІЙ ЧЕМПІОНА СВІТУ
Партія № 1   Карпов — Гік
Партія № 2   Карпов — Горт
Партія № 3  Карпов — Мекінг
Партія № 4 Карпов — Кінтерос
Партія № 5 Карпов—Полугаєвський
Партія № 6  Карпов —Спаський 
Партія № 7 Карпов — Спаський 
Партія № 8  Карпов — Корчной
Партія № 9  Портіш — Карпов
Партія № 10 Тімман - Карпов
Партія № 11 Карпов - Хюбнер
Партія № 12 Карпов - Таль
Партія № 13 Глігорич - Карпов
Партія № 14 Карпов - Ріблі
Партія № 15 Карпов - Тімман